# Địa lý châu Á
Địa lý châu Á được coi là phức tạp và đa dạng nhất trong số các châu lục trên mặt đất. Châu Á được phân biệt với các châu khác không chỉ bởi có biển và đại dương, mà còn bởi nhiều đặc điểm tự nhiên độc đáo khác: một châu lục có kích thước vĩ đại nhất, khoảng 44,4 triệu km², có lịch sử phát triển và cấu tạo địa chất phức tạp nhất, có địa hình bề mặt bị chia cắt mạnh nhất và có sự phân hóa cảnh quan, khí hậu vô cùng phong phú, đa dạng: từ băng giá vĩnh cửu, rừng lá kim cho tới hoang mạc khô cằn, rừng rậm nhiệt đới xanh um. Với sự phối hợp của các điều kiện tự nhiên nói trên, châu Á đã hình thành các khu vực địa lý tự nhiên có đặc điểm hoàn toàn khác nhau như Bắc Á, Trung Á, Đông Á, Đông Nam Á, Nam Á và Tây Nam Á (Tây Á).

## Vị trí địa lý
Châu Á là khối lục địa khổng lồ nằm hoàn toàn trên bán cầu Bắc (chỉ có một số đảo kéo dài xuống bán cầu Nam) và chiếm một không gian rất rộng. Điểm cực Bắc là mũi Seliusky trên bán đảo Taymyr thuộc Nga ở vĩ tuyến 77°44' Bắc. Điểm cực Nam là mũi Piai trên bán đảo Mã Lai ở vĩ tuyến 1°16' Bắc. Từ Bắc xuống Nam của châu Á kéo dài hơn 76 vĩ tuyến, tức là khoảng 8500km. Điểm cực Tây của châu Á là mũi Baba trên bán đảo Tiểu Á thuộc Thổ Nhĩ Kỳ ở tọa độ 26°4' Đông, và điểm cực Đông là mũi Dezhnev trên bán đảo Chukostki thuộc Nga ở kinh tuyến 169°40' Đông. Nếu tính cả các đảo hoặc quần đảo thì điểm cực Bắc của châu Á lên tới tận 81°13' trên đảo Komsomolets thuộc Liên bang Nga, còn điểm cực Nam xuống tới tận đảo Dana thuộc Indonesia.Chiều rộng từ bờ Tây đến bờ Đông nơi lãnh thổ rộng nhất là 9200 km
Về hình dạng, nếu so với các châu lục khác trên thế giới thì đại lục Á-Âu nói chung và châu Á nói riêng có bề mặt dạng hình khối vĩ đại nhất. Trừ phía Tây của đại lục Á-Âu tức châu Âu được kéo dài ra tựa như một bán đảo lớn thì phần phía Đông lục địa, trái lại là một khối khổng lồ. Ở phần này đường bờ biển tuy bị chia cắt mạnh, có nhiều vịnh biển, nhiều bán đảo lớn song do diện tích lục địa rất rộng nên sự chia cắt lãnh thổ theo chiều ngang như vậy xem ra không đáng kể. Phần lục địa có dạng hình khối điển hình, nhất là các bộ phận nằm giữa vĩ tuyến 20° Bắc và 70° Bắc, làm cho các vùng trung tâm của lục địa như Trung Á và Nội Á nằm cách bờ biển rất xa, có nơi đến 2500 km. Những điều kiện về vị trí địa lý như vậy đã có ảnh hưởng rất lớn tới sự hình thành khí hậu và cảnh quan tự nhiên trên châu lục.
Về mặt giới hạn, châu Á kéo dài từ vùng cực bắc đến vùng Xích đạo, tiếp giáp với 2 châu lục tính trên đất liền và 3 đại dương, châu Á tiếp giáp 5 châu lục tính luôn trên biển và 4 đại dương rộng lớn. Các châu lục đó là châu Phi ở phía Tây Nam, châu Âu ở phía Tây Bắc, châu Úc ở phía Đông Nam và Bắc Mỹ thuộc châu Mỹ ở phía Đông Bắc. Trong 4 châu trên thì châu Phi được nối liền với châu Á bởi eo đất Suez (đã bị cắt đứt bởi kênh đào Suez), còn các mặt Bắc, Đông và Nam đều tiếp giáp với các đại dương, theo thứ tự là Bắc Băng Dương, Thái Bình Dương và Ấn Độ Dương. Thuộc phạm vi mỗi đại dương, ven theo bờ lục địa thường có các biển nhỏ được phân cách với đại dương bởi các bán đảo, đảo và quần đảo.
- Phía Bắc tiếp giáp với Bắc Băng Dương. Dọc theo bờ có các biển như Laptev, Chuckchi. Hầu hết đều nằm trên thềm lục địa với độ sâu không quá 300 m. Bắc Băng Dương nằm trên các vĩ độ cực và cận cực nên thời tiết quanh năm giá buốt, mặt biển bị bao phủ bởi một lớp băng rất dày, tựa như một sân trượt băng khổng lồ. Điều kiện đó ảnh hưởng rất lớn đến sự hình thành khí hậu, cảnh quan tự nhiên cũng như đời sống và hoạt động kinh tế của con người ở phần phía Bắc châu lục.

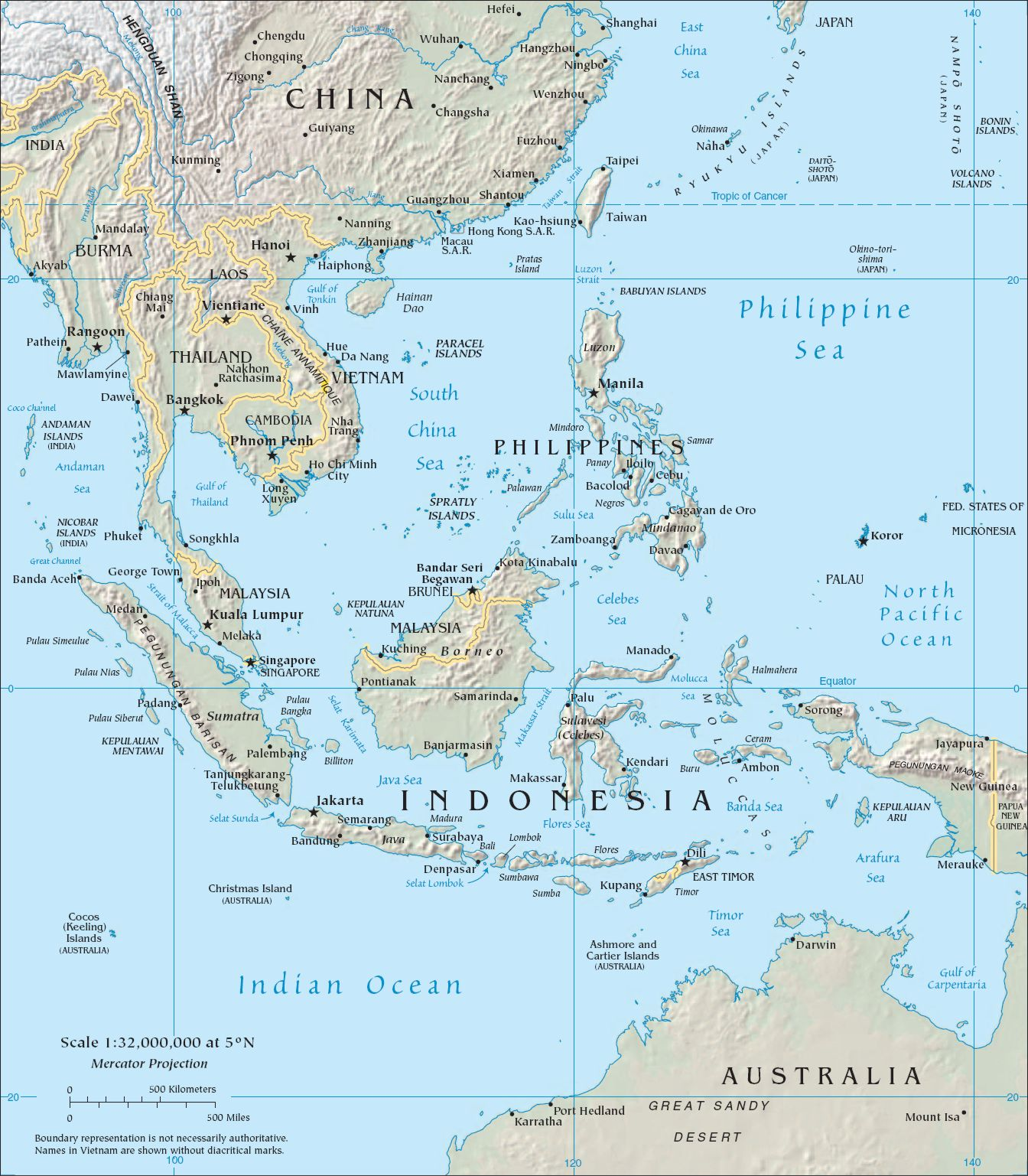
Khu vực Đông Nam Á với các đảo và vùng biển quan trọng

- Phía Đông châu Á giáp với Thái Bình Dương. Dọc theo bờ Tây Thái Bình Dương, đáy biển có cấu trúc rất phức tạp, tạo thành nhiều biển, phân cách với đại dương bởi nhiều đảo, chuỗi đảo hình vòng cung. Các biển quan trọng nhất là Bering, Okhotsk, Nhật Bản, Hoàng Hải và Hoa Đông. Các biển này phân cách với nhau và đại dương bởi các bán đảo Kamchatka, Triều Tiên, các quần đảo Aleutian, Kuril, Ryukyu cùng các đảo Sakhalin, Đài Loan... Dọc theo bờ Đông các vòng cung đảo của Đông Á là các vực biển hẹp và rất sâu như Kuril (10.549 m), Nhật Bản (9764 m), Marian (11.034 m), Ryukyu (7507 m) và Philipines (10.497 m)[7]... Tính chất phức tạp của bờ Tây Thái Bình Dương có liên quan chặt chẽ đến quá trình chuyển dịch, xô húc của các mảng Thái Bình Dương với mảng Á-Âu và các mảng khác.
- Phía Đông Nam châu Á, nơi tiếp giáp giữa Thái Bình Dương và Ấn Độ Dương, có một hệ thống gồm các bán đảo, đảo và quần đảo, các biển và vịnh biển xen kẽ với nhau rất phức tạp. Đó là khu vực Đông Nam Á. Thuộc khu vực này gồm các bán đảo Trung Ấn và quần đảo Mã Lai. Quần đảo Mã Lai rất rộng, có số lượng đảo lớn nhất thế giới. Trong số hơn 2 vạn hòn đảo lớn nhỏ có 6 đảo lớn nhất, đó là Borneo (ở Malaysia gọi là Kalimantan), Sumatra, Java, Sulawesi, Luzon và Mindanao. Nằm giữa các đảo nói trên có nhiều biển lớn và quan trọng, trong đó đáng chú ý nhất là Biển Đông (tên quốc tế là biển Nam Trung Hoa), biển Java, biển Sulu, biển Sulawesi, biển Banda... Biển Đông là biển lớn nhất, cấu tạo của đáy biển khá phức tạp: vùng biển phía Đông đường kinh tuyến 110° Đông nhìn chung là vùng biển sâu hơn 4000 m, đáy biển có nhiều đảo ngầm và đảo san hô. Hai quần đảo Hoàng Sa và Trường Sa đều là những đảo san hô nằm trong vùng biển này. Vùng biển đường kinh tuyến nói trên, trái lại nằm trên một thềm lục địa nông, thường không quá 100m. Biển Đông được nối với biển Java qua một eo biển rộng là Karimata nằm giữa đảo Borneo và Billiton thuộc Indonesia.
- Phía Nam châu Á tiếp giáp với Ấn Độ Dương. Bờ biển ở đây bị chia cắt mạnh, tạo thành 3 bán đảo lớn là Trung Ấn, Indostan (Ấn Độ) và Ả Rập. Nằm giữa các bán đảo đó là các biển và vịnh biển lớn như biển Andaman, biển Ả Rập, vịnh Bengal, vịnh Ba Tư...
- Phía Tây châu Á tiếp giáp với phần phía Đông Địa Trung Hải thuộc Đại Tây Dương. Đây là con đường biển quốc tế nối liền Đại Tây Dương với Ấn Độ Dương nên có ý nghĩa hết sức quan trọng về mặt kinh tế và chính trị.

Tóm lại, các biển và đại dương bao quanh châu Á không những làm ranh giới tự nhiên cho châu lục mà còn có ảnh hưởng rất lớn đối với điều kiện tự nhiên cũng như sự phát triển kinh tế-xã hội của các quốc gia hải đảo và ven bờ. Đặc biệt, sự có mặt của Thái Bình Dương và Ấn Độ Dương rộng lớn bên cạnh châu Á khổng lồ đã tạo nên sự tương phản mạnh mẽ giữa biển và đất liền, là một trong những nguyên nhân làm cho hoàn lưu gió mùa phát triển và phân bố rộng trên châu Á hơn bất kỳ một châu lục nào khác trên thế giới.

## Địa hình
Quá trình phát triển lâu dài của đại lục Á-Âu nói chung và châu Á nói riêng cùng với cấu trúc địa chất phức tạp làm cho địa hình của châu Á rất đa dạng. Một số đặc điểm chính của địa hình châu Á là:

### Bề mặt bị chia cắt thẳng đứng

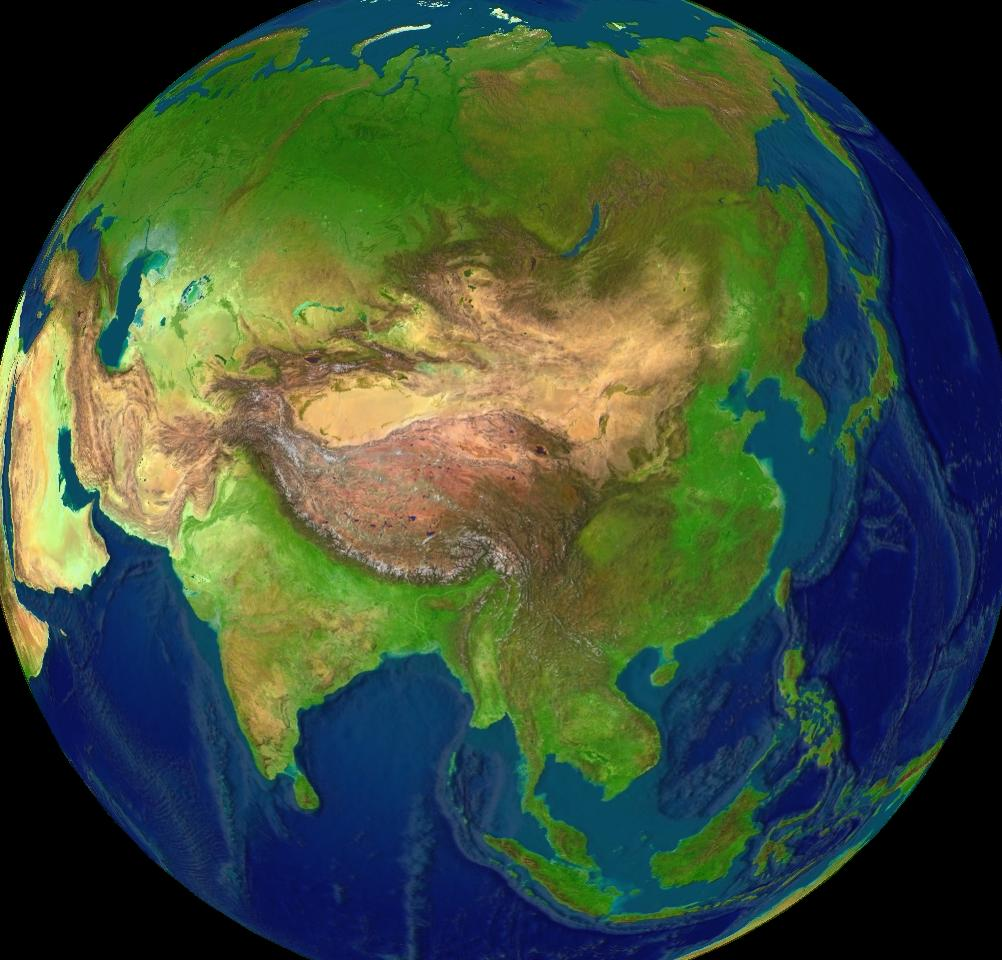
Địa hình châu Á

Trên lãnh thổ châu Á có đầy đủ các dạng địa hình khác nhau: các núi và sơn nguyên cao, các cao nguyên và đồng bằng rộng lớn với nhiều nguồn gốc, kiểu loại khác nhau, các thung lũng rộng và bồn địa kín. Tất cả các dạng địa hình đó nằm xen kẽ với nhau làm cho bề mặt địa hình châu lục bị chia cắt rất mạnh.
- Các hệ thống núi trung bình và cao phân bố rải khắp châu lục như các dãy Đại Hưng An, Altai, Tần Lĩnh, Thiên Sơn, Côn Lôn, Himalaya cao trung bình 5.000-6.000 m, trong đó dãy núi Pamir cao hơn 7.000 m và đỉnh Chocolungma (còn gọi là đỉnh Everest) cao 8.848 m là đỉnh núi cao nhất thế giới.(Còn được gọi là 'Nóc nhà của thế giới')
- Bên cạnh các hệ thống núi cao có các đồng bằng thấp, rộng lớn và bằng phẳng như Lưỡng Hà, Turan, Hoa Bắc, Hoa Trung, Hoa Nam, Ấn-Hằng...

### Hướng của hệ thống núi
Các dãy núi của châu Á chạy theo nhiều hướng khác nhau trong đó hai hướng chính là Đông-Tây và Bắc-Nam.
- Hướng Đông-Tây (hoặc gần Đông-Tây) bao gồm các dãy núi chạy dài từ bán đảo Tiểu Á, sơn nguyên Iran đến Himalaya, các hệ thống núi của vùng Trung Á và Nội Á.
- Hướng Bắc-Nam (hoặc gần Bắc-Nam) gồm các dãy núi dọc theo miền Đông Á, Đông Nam Á, Nam Á như Ghat Đông, Ghat Tây của Ấn Độ, Ural và Kamchatka của Nga, Trường Sơn của Việt Nam...

### Sự phân bố địa hình
Sự phân bố các dạng địa hình trên bề mặt châu lục không đồng đều. Các hệ thống núi và sơn nguyên cao nhất đều tập trung ở vùng trung tâm châu lục, tạo thành một vùng núi cao, đồ sộ và hiểm trở nhất thế giới. Từ khối núi Pamir tỏa ra 3 cánh núi chính:
- Cánh Đông Bắc gồm các hệ thống núi nối tiếp nhau: Thiên Sơn, Altai, Sayan cho đến đông bắc Siberi;
- Cánh phía Tây gồm dãy Hindu Kush và hệ thống các núi thuộc sơn nguyên Iran cho đến Tiểu Á và Nam Âu;
- Cánh Đông Nam bao gồm các núi thuộc khối Tây Tạng, Himalaya và Đông Nam Á.

Ba cánh núi này chia bề mặt châu Á thành ba phần khác nhau:
- Phần Bắc và Tây Bắc với địa hình chủ yếu là đồng bằng, sơn nguyên thấp, rộng và tương đối bằng phẳng như Turan (Trung Á), Tây Siberi và cao nguyên Trung Siberi. Đây là bộ phận được hình thành trên các nền Tiền Cambri và Cổ Sinh, có địa hình thấp dần và mở rộng về phía Bắc.
- Phần Đông gồm các núi và sơn nguyên cao, các cao nguyên, núi trung bình, núi thấp xen với các đồng bằng nhỏ ven bờ. Đây là bộ phận được hình thành trên vùng nền Trung Hoa, các đới uốn nếp Cổ Sinh, Trung Sinh. Tất cả được nâng lên mạnh mẽ vào cuối đại Tân Sinh. Đặc biệt, địa hình của phần phía Đông này có cấu tạo dạng bậc, thấp dần từ nội địa ra phía biển.
- Phần Nam và Tây Nam gồm các hệ thống núi uốn nếp trẻ, các sơn nguyên và các đồng bằng xen kẽ với nhau. Địa hình ở đây bị chia cắt mạnh nhất so với hai bộ phận trên.

Cấu tạo sơn văn của châu Á như vậy có tác dụng phân chia ảnh hưởng của các đại dương đối với lục địa: phần Bắc chịu ảnh hưởng của Bắc Băng Dương, phần Đông chịu ảnh hưởng của Thái Bình Dương, phần Nam và Tây Nam chịu ảnh hưởng của Ấn Độ Dương và Địa Trung Hải. Tác động của các đại dương có ảnh hưởng quan trọng đến sự hình thành khí hậu, cảnh quan tự nhiên và các hoạt động kinh tế-xã hội của con người.

## Khoáng sản
Khoáng sản của Châu Á tuy chưa được khai thác đầy đủ song rất phong phú và có số lượng lớn. Các loại có trữ lượng đáng kể là dầu mỏ, than, sắt, các kim loại màu như đồng, chì, thiếc và bôxit. Về nguồn gốc hình thành và sự phân bố của chúng rất phức tạp nhưng nhìn chung trong mỗi đới kiến tạo tập trung một số loại khoáng sản chính. Riêng các mỏ dầu và khí đốt thường phân bố trong các miền bị lún xuống, được bồi trầm tích dày thuộc các miền võng trên nền, trước núi hoặc các vùng thềm lục địa. Sự phân bố các khoáng sản chính có thể phân biệt như sau
- Các khu vực nền cổ là nơi tập trung nhiều sắt, mangan, bôxit, vàng và một số kim loại quý hiếm. Ví dụ: các mỏ sắt lớn ở Ấn Độ, Đông Bắc Trung Quốc, Triều Tiên, Trung Siberi và vùng nền Nga. Ở Ấn Độ ngoài sắt còn có mangan với hàm lượng cao và trữ lượng đứng đầu thế giới, vàng, kim cương; Ở Trung Quốc và Trung Siberi có nhiều vônfram, kim cương, vàng, bôxit...
- Đới uốn nếp Cổ sinh có nhiều kim loại màu như đồng, chì, thiếc, kẽm. Các loại này có nhiều ở Kazakhstan và vùng núi Nam Siberi.
- Đới uốn nếp Trung sinh có thiếc là kim khoáng quan trọng nhất. Thiếc thường kèm theo vônfram hoặc chì, kẽm, vàng. Các vùng có nhiều thiếc nhất là vùng núi Đông Siberi và vùng Đông Nam Á. Thiếc ở Đông Nam Á tập trung trong một dải kéo dài từ cao nguyên Vân Quý qua bán đảo Trung Ấn đến các đảo Bangka và Billiton thuộc Indonesia. Thiếc ở đây chiếm tới 70% trữ lượng thế giới. Giờ đây, sản lượng khai thác thiếc của Trung Quốc, Indonesia và Malaysia đang đứng hàng hai, ba, tư thế giới sau Brasil.
- Đới uốn nếp Tân sinh chưa được nghiên cứu đầy đủ song người ta thấy có nhiều khoáng sản khác nhau như đồng, chì, kẽm, bôxit và sau đó là sắt, mangan và thủy ngân. Ngoài ra, ở Tiểu Á và Iran còn có nhiều crôm và môlípđen.

Các khoáng sản năng lượng như than đá, dầu mỏ và khí đốt phân bố ở nhiều đới khác nhau, nhưng nhiều nhất vẫn là trong đới uốn nếp Cổ sinh và các miền võng trước núi thuộc đới uốn nếp Tân sinh và trên các nền cổ. Các vùng than có trữ lượng lớn gọi là bồn địa than, có nhiều ở Trung Quốc, Ấn Độ, Mông Cổ và Trung Siberi thuộc Nga. Các mỏ dầu và khí đốt tập trung nhiều ở đồng bằng Tây Siberi, vùng Trung Á, đảo Sakhalin và Nhật Bản. Ở Trung Quốc, dầu khí tập trung ở các vùng bồn địa Tarim, Xaidam, Dungari, Tứ Xuyên và cao nguyên Gobi... Ở thềm lục địa phía Nam Biển Đông, ở Indonesia, Myanmar và đồng bằng Ấn-Hằng, vùng đồng bằng Lưỡng Hà và ven vịnh Ba Tư là những nơi có trữ lượng dầu thuộc hàng lớn nhất châu Á.

## Khí hậu

### Các nhân tố hình thành khí hậu

#### Vị trí địa lý
Châu Á kéo dài từ Bắc Cực cho đến xích đạo nên lượng bức xạ Mặt Trời phân bố không đều, giảm dần từ Nam lên Bắc. Ở các vĩ độ phía Nam, tổng lượng bức xạ hằng năm cao, thay đổi từ 120-180 kcal/cm², trong đó vùng Tây Nam Á đạt cao nhất, từ 180-220 kcal/cm². Ở các vĩ độ trung bình từ 100-120 kcal/cm², còn các vùng từ vòng cực trở lên phía Bắc thì không quá 80 kcal/cm². Lượng bức xạ phân bố không đồng đều là nguyên nhân chủ yếu làm cho điều kiện nhiệt nói riêng và khí hậu nói chung thay đổi từ Nam lên Bắc.

#### Hình dạng và kích thước
Châu Á rộng, với dạng hình khối vĩ đại đã làm cho các vùng nội địa quanh năm chịu ảnh hưởng của khối khí lục địa khô, dễ bị sưởi nóng và hóa lạnh theo mùa. Đó là điều kiện hình thành các trung tâm khí áp. Mặt khác, điều kiện nhiệt và khí áp đó lại tương phản với các đại dương xung quanh theo mùa, làm cho gió mùa phát triển rộng khắp châu lục. Có thể nói châu Á là châu lục duy nhất trên thế giới có đầy đủ các kiểu khí hậu gió mùa: gió mùa xích đạo, gió mùa nhiệt đới, cận nhiệt đới và ôn đới.

#### Địa hình
| Địa điểm | Nhiệt độ trung bình tháng 1 | Nhiệt độ trung bình tháng 7 |
| -------- | --------------------------- | --------------------------- |
| Bắc Kinh | -1.6                        | 26.1                        |
| Calcutta | 19.5                        | 28.9                        |
| Hà Nội   | 16.4                        | 28,9                        |

Cấu tạo bề mặt lục địa bị chia cắt mạnh có ảnh hưởng đến sự phân bố nhiệt, lượng mưa và sự phân hóa khí hậu rất phức tạp.
Trước hết, các mạch núi hướng Tây-Đông có tác dụng ngăn các khối khí lạnh từ phía Bắc xuống và các khối khí nóng ẩm từ phía Nam lên, do đó các vùng ở phía Nam mạch núi bao giờ cũng ấm hơn các vùng ở phía Bắc mạch núi trên cùng vĩ độ. Ví dụ các vùng Địa Trung Hải, Trung Á, Nội Á tuy nằm trên cùng vĩ độ nhưng Địa Trung Hải nhờ có các dãy núi chắn ở phía Bắc và ảnh hưởng của biển nên mùa đông ấm, trong khi hai vùng sau không có núi chắn nên nhiệt độ trung bình thấp hơn rất nhiều. Tương tự, các vùng Bắc Ấn Độ nằm trên cùng vĩ độ với Nam Trung Quốc và Bắc Việt Nam nhưng ở Bắc Ấn Độ nhờ dãy Himalaya chắn nên nhiệt độ trung bình về mùa đông bao giờ cũng cao hơn hai vùng nói trên.
Ngoài ra, các bồn địa nằm giữa các vùng núi và sơn nguyên cao về mùa đông không khí bị hóa lạnh mạnh nên có nhiệt độ thấp hơn các vùng xung quanh. Về mùa hạ, không khí trong bồn địa lại bị sưởi nóng nên lại có nhiệt độ cao hơn. Các vùng núi cao ở Thiên Sơn, Tây Tạng, Hindu Kush, Himalaya càng lên cao nhiệt độ càng giảm. Đến độ cao 3000–4000 m trở lên, nhiệt độ xuống còn 0 °C và bắt đầu đới tuyết vĩnh viễn.
Cuối cùng, địa hình còn làm lượng mưa trên châu Á phân bố không đồng đều. Các mạch núi hướng Đông-Tây hoặc Bắc-Nam có tác dụng chắn gió từ đại dương vào sâu trong lục địa. Kết quả là các sườn đón gió mưa nhiều, còn các sườn khuất gió mưa ít. Ví dụ, các vùng thuộc sườn Nam dãy Himalaya có lượng mưa trung bình năm từ 3000–4000 mm trong khi Tây Tạng nằm ở phía Bắc dãy núi thì mưa ít, không quá 300 mm một năm.

#### Các dòng biển
Các dòng biển cũng có ảnh hưởng quan trọng đến khí hậu các vùng tiếp cận. Trong số các dòng chảy gần bờ, quan trọng nhất là dòng lạnh Kuril-Kamchatka chảy từ phía Bắc xuống làm cho miền duyên hải Đông Bắc Á về mùa đông rất lạnh, mùa hè hơi lạnh, thời tiết âm u và thường có mưa cùng dòng nóng Kuroshio từ phía Nam dọc theo bờ Đông Bắc Philippines và Đông Nam Nhật Bản.

### Hoàn lưu khí quyển và sự thay đổi thời tiết theo mùa

#### Mùa đông

Bản đồ thể hiện gió mùa tại Ấn Độ. Vào mùa đông là gió Đông Bắc, mùa hạ là gió Tây Nam

Về mùa đông: Không khí vùng trung tâm, nhất là vùng Đông Bắc Siberi bị hóa lạnh mạnh. Nhiệt độ trung bình tháng 1 các vùng Trung Á và Nội Á thay đổi từ -10 °C đến -40 °C, còn ở vùng Đông Siberi xuống tới từ -40 °C đến -50 °C. Do sự hóa lạnh đó, trên lục địa hình thành một áp cao được gọi là áp cao Siberi. Áp cao này có trị số trung bình nhiều năm đạt tới 1040 mb (hoặc 780 mm/Hg). Áp cao Siberi là một xoáy nghịch lớn nhất thế giới, không khí trong vùng áp cao lạnh và rất khô, tạo nên thời tiết trong sáng và yên tĩnh. Vào giữa mùa đông, áp cao Siberi gần như bao phủ toàn bộ châu Á, còn ở phía Tây thu hẹp thành một dải chạy dọc vĩ tuyến 60° Bắc và nối liền với áp cao Axo. Ở phía Bắc lục địa có gió Tây Nam thổi từ nội địa lên phía Bắc, gây nên thời tiết rất khô và lạnh. Ở phía Đông, áp thấp Aleut cũng phát triển mạnh, bao phủ gần như toàn bộ Bắc Thái Bình Dương làm cho Đông Á về mùa này cũng có gió thổi từ lục địa ra biển theo hướng Tây hoặc Tây Bắc-Đông Nam. Đây là gió mùa mùa đông khô và rất lạnh, nhiệt độ thấp nhưng lượng tuyết rơi không đáng kể. Phần phía Nam lục địa, trị số khí áp giảm dần từ Bắc xuống Nam và sau đó chuyển sang đới áp thấp xích đạo. Tuy nhiên trên các sơn nguyên Tây Tạng và Quý Châu vẫn tồn tại các áp cao địa phương, còn trên Thái Bình Dương có áp cao Hawaii thường tác động đến Đông Nam Trung Quốc và bán đảo Trung Ấn.
Do sự tương phản khí áp như vậy, toàn bộ phần Nam lục địa kể cả Tây Nam Á về mùa đông có gió Đông Bắc từ lục địa thổi xuống. Tuy nhiên do ảnh hưởng của các dãy núi cao theo hướng Đông-Tây, gió Đông Bắc từ áp cao Siberi không thể xâm nhập tới bán đảo phía Nam được. Bởi vậy, gió Đông Bắc ở khu vực này thực chất là gió mậu dịch Đông Bắc từ các áp cao cận nhiệt đới thổi về xích đạo. Gió mậu dịch mang theo khối khí nhiệt đới lục địa nên không có mưa, thời tiết ổn định, trong sáng và tương đối nóng. Riêng khu vực Nam Trung Hoa và Đông Bắc bán đảo Trung Ấn, gió Đông Bắc xuất phát từ vùng Nội Á thổi xuống, còn phần Bắc bán đảo Indostan lại có gió Tây Bắc từ Trung Á thổi xuống nên thời tiết nói chung khô và hơi lạnh.
Như vậy về mùa đông, trên toàn bộ châu Á đều có gió thổi từ lục địa ra biển. Thời tiết khắp nơi khô và lạnh. Nhiệt độ giảm dần từ Nam lên Bắc và phần lớn lãnh thổ dưới 0 °C, chỉ có phần Hoa Nam, các bán đảo Trung Ấn, Ấn Độ, Arabia và Tiểu Á có nhiệt độ trên 0 °C. Các phần nội địa, nhất là Đông Siberi là nơi có nhiệt độ trung bình thấp nhất, từ -30 °C trở xuống.

#### Mùa hạ
Về mùa hạ: Không khí trong lục địa nóng dần lên, áp cao Siberi suy yếu dần rồi biến mất, còn ở phía Nam, trên sơn nguyên Iran hình thành một áp thấp, được gọi là áp thấp Iran (áp thấp Nam Á). Áp thấp Iran có trị số trung bình nhiều năm ở vùng trung tâm là 994 mb (hoặc 745,5 mm/Hg). Vào giữa mùa hạ, áp thấp này cùng với áp thấp Bắc Phi và áp thấp Xích đạo phối hợp với nhau thành một đai áp thấp bao phủ phần lớn châu Á và gần như toàn bộ Bắc Phi. Cũng trong thời gian này, ở phía Đông áp thấp Aleut biến mất và áp cao Hawaii phát triển, chiếm toàn bộ phần Bắc Thái Bình Dương và lan sang phần bờ Đông Á. Ở bán cầu Nam, các khu áp cao Nam Phi, Nam Ấn Độ Dương và Úc cũng phát triển thành một đới áp cao liên tục. Sự phân bố khí áp như vậy làm cho hoàn lưu không khí trên lục địa về mùa hạ khá phức tạp. Ở vùng Bắc Á và Nội Á có gió Bắc hoặc Đông Bắc. Sự thống trị của gió thành phần Bắc ở khu vực nói trên dẫn tới kết quả là không khí cực và ôn đới khi xuống phía Nam bị nóng dần lên, độ ẩm giảm xuống nên mưa rất ít. Về mùa hạ, các vùng Bắc Á có thời tiết ẩm và mát, còn ở Trung Á và Nội Á thì trái lại, rất khô và nóng.

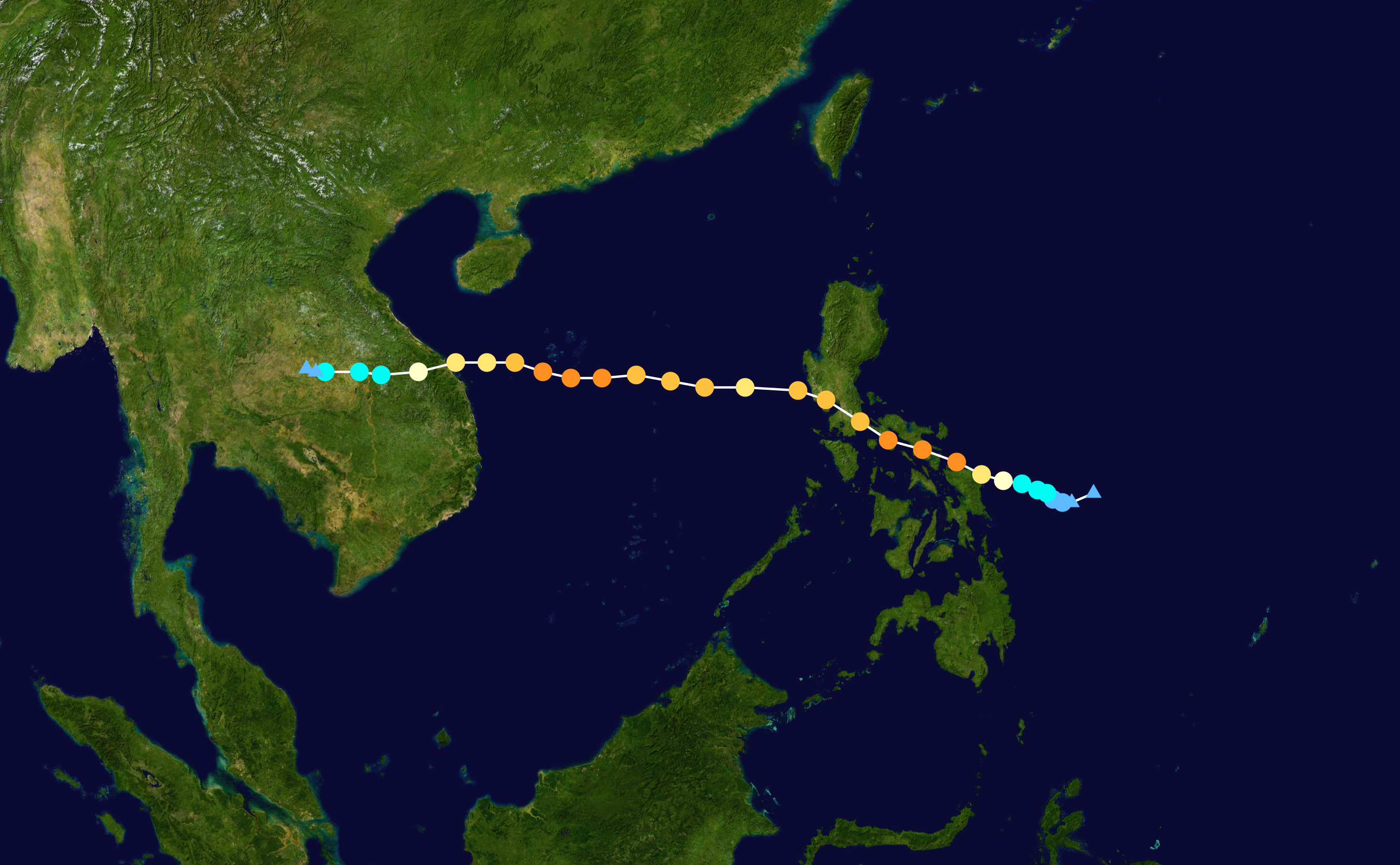
Đường đi của cơn bão nhiệt đới Xangsane năm 2006. Đầu tiên, nó hình thành tại phía Tây Thái Bình Dương, vượt qua Philippines rồi đổ bộ vào Việt Nam, gây thiệt hại lớn cho các tỉnh miền Trung.

Ở Nam Á, Đông Nam Á và Đông Á về mùa này có gió Tây Nam và Đông Nam thổi từ biển vào được gọi là gió mùa mùa hạ. Ở Nam Á, Đông Nam Á có gió mùa mùa hạ mang theo khối khí xích đạo nóng ẩm từ Ấn Độ Dương tới, gây mưa lớn, nhất tại các sườn đón gió như Gaths Tây ở Ấn Độ, Nam Himalaya, Tây Myanmar, Tây Nam Campuchia... Khối khí xích đạo có thể xâm nhập xa về phía Bắc cho tới dãy Tần Lĩnh và frong nhiệt đới cũng tiến theo cho đến tận chân núi Himalaya sau đó vòng lên phía Bắc cho tới thung lũng sông Trường Giang. Do ảnh hưởng của không khí xích đạo, tất cả khu vực nằm ở phía Nam frong nhiệt đới đều có thời tiết nóng, ẩm ướt và có mưa nhiều. Ở Đông Á, nơi có gió mùa Đông Nam cũng mang theo khối khí nhiệt đới và ôn đới hải dương từ Thái Bình Dương vào, cũng có mưa nhiều. Tuy nhiên, do các dãy núi theo hướng Bắc-Nam nên gió mùa chỉ hạn chế trong một dải không rộng, dọc theo phía Đông lục địa. Ngoài ra, ở các vùng duyên hải Nam Á, Đông Nam Á và Đông Á về mùa hạ thường chịu ảnh hưởng của áp thấp nhiệt đới và bão nhiệt đới. Các áp thấp nhiệt đới và bão này thường được hình thành trong vịnh Bengal, vùng biển phía Đông Việt Nam hoặc phía Đông Philippines, sau đó di chuyển sang phía Tây, đổ bộ vào Đông Nam Ấn Độ, Bangladesh, một số vượt sang biển Ả Rập, đổ bộ sang bờ Tây Ấn Độ và có thể sang tận bán đảo Arabia. Ở Đông Á, áp thấp nhiệt đới và bão thường đi qua Philippines đến bờ Đông Việt Nam, Đông Trung Quốc và có thể tới cả bán đảo Triều Tiên và Nhật Bản. Chúng làm cho thời tiết nhiễu loạn mạnh, có gió to, mưa lớn. Nhiều cơn bão gây tác hại lớn cho sản xuất nông nghiệp, các công trình xây dựng và đời sống nhân dân vùng biển.
Tóm lại, về mùa hạ, phần lớn lục địa chịu ảnh hưởng của gió từ biển thổi vào, có mưa phổ biến ở nhiều nơi. Mặt khác về mùa này lục địa được sưởi nóng đến nhiệt độ cao. Đường đẳng nhiệt 0 °C vào tháng 7 chạy rất xa về phía Bắc của các đảo và quần đảo thuộc Bắc Băng Dương. Đường đẳng nhiệt 4 °C chạy men theo rìa phía Bắc lục địa, đi dần xuống phía Nam thì nhiệt độ cũng tăng dần lên.

### Đặc điểm các đới khí hậu
| Địa điểm   | Tọa độ           | Độ cao trung bình | Tháng      | Tháng    | Tháng      | Tháng     | Tháng      | Tháng      | Tháng       | Tháng       | Tháng       | Tháng       | Tháng      | Tháng     | Năm       |
| Địa điểm   | Tọa độ           | Độ cao trung bình | I          | II       | III        | IV        | V          | VI         | VII         | VIII        | IX          | X           | XI         | XII       | Năm       |
| ---------- | ---------------- | ----------------- | ---------- | -------- | ---------- | --------- | ---------- | ---------- | ----------- | ----------- | ----------- | ----------- | ---------- | --------- | --------- |
| Riyadh     | 24°42'B 46°43'Đ  | 609m              | 14,2 17    | 16,2 19  | 21,2 18    | 24,9 17   | 29,6 10    | 33,3 0     | 33,6 0      | 33,6 0      | 30,7 0      | 25,9 0      | 20,5 4     | 15,5 12   | 24,9 97   |
| Yangon     | 16°46'B 96°10'Đ  | 23m               | 25,1 4     | 26,42 5  | 28,5 8     | 30,4 48   | 29,1 309   | 27,5 502   | 27 578      | 27,3 538    | 27,9 391    | 27,2 190    | 25,4 63    | 15,5 13   | 27,4 2649 |
| Ulan Bator | 47°55'B 156°59'Đ | 1309m             | -29 1      | -25,5 1  | -13,1 1    | -0,67 3   | 7,7 14     | 14,5 35    | 17,8 70     | 15,2 59     | 7 29        | -3,2 6      | -14,4 4    | -23,7 8   | -3,9 231  |
| Khabarovsk | 48°28'B 135°03'Đ | 61m               | -23 5      | -17,4 5  | -8,2 7     | 2,8 24    | 10,9 65    | 16,7 98    | 20,2 129    | 19,6 125    | 13,6 49     | 4,2 34      | -8,3 16    | -19,4 8   | 0,9 564   |
| TP.HCM     | 10°46'B 106°41'Đ | ?                 | 26,35 13,8 | 27,7 4,1 | 29,15 10,5 | 30,2 50,4 | 29,6 216,4 | 28,5 311,7 | 28,15 293,7 | 28,05 269,8 | 27,85 327,1 | 27,55 266,7 | 26,9 116,5 | 26,1 48,3 | 28 1931   |

#### Đới khí hậu cực
Thuộc phạm vi đới này có các đảo, quần đảo và một dải hẹp dọc theo duyên hải phía Bắc lục địa. Giới hạn phía Nam gần trùng với đường vĩ tuyến 71° Bắc. Do vị trí nằm trên những vĩ độ cao nên quanh năm thống trị khối khí cực khô và lạnh nên về mùa đông, ở đây có đêm địa cực kéo dài (từ 75° Bắc trở lên, đêm cực kéo dài hơn 98 ngày), nhiệt độ rất thấp. Nhiệt độ trung bình tháng 1 xuống tới -34 °C trên bán đảo Taymyr. Về mùa đông thường có gió mạnh và bão tuyết, thời tiết rất giá buốt. Về mùa hạ trái lại có ngày liên tục kéo dài (từ 75° Bắc trở lên, ngày liên tục có 102 ngày) song do cường độ bức xạ yếu nên nhiệt độ mùa hạ ở đây vẫn thấp. Nhiệt độ trung bình tháng ấm nhất vẫn không thể vượt quá 5 °C. Mùa hạ thường có gió Bắc, thời tiết lạnh, hay có sương mù hoặc mưa tuyết. Lượng mưa trung bình năm 100–200 mm.

#### Đới khí hậu cận cực
Đới khí hậu cận cực tạo thành một dải hẹp nằm ở phía Nam đới khí hậu cực. Giới hạn của đới này gần trùng với vòng cực Bắc. Trong đới này có sự thay đổi khối khí theo mùa: mùa đông là khối khí cực lục địa, còn mùa hạ là khối khí ôn đới ấm và ẩm hơn. Thời tiết giữa hai mùa phân biệt khá rõ rệt. Mùa đông rất lạnh, nhất là các vùng nằm sâu trong lục địa do sự biến tính của gió thổi từ Đại Tây Dương. Nhiệt độ trung bình tháng thay đổi từ -40 °C đến -50 °C ở vùng Trung và Đông Siberi. Màu hạ tương đối ấm, nhiệt độ trung bình tháng có thể vào khoảng 8-10 °C. Đới khí hậu cận cực có thể chia thành 3 kiểu khác nhau: Khí hậu cận cực hải dương ở phía Tây có mùa đông tương đối dịu, mùa hạ mát và ẩm ướt; Khí hậu cận cực lục địa có mùa đông rất lạnh và biên độ nhiệt giữa hai mùa lớn nhất trên Trái Đất; Khí hậu cận cực hải dương phía Đông tương tự như ở phía Tây nhưng có mùa đông lạnh hơn và thường có gió Bắc hoặc Đông Bắc, còn mùa hạ có gió Đông Nam.

#### Đới khí ôn đới
Đới khí hậu ôn đới chiếm một dải rộng nhất. Đường ranh giới phía Nam của đới thay đổi trong khoảng 40° Bắc ở Trung Á đến 35° Bắc ở phía Triều Tiên, Nhật Bản. Trên toàn đới, tuy quanh năm chịu ảnh hưởng của khối khí ôn đới nhưng khí hậu có thay đổi từ Tây sang Đông, vì vậy có thể chia ra làm 3 kiểu chính:
- Kiểu khí hậu ôn đới lục địa hình thành trong vùng trung tâm lục địa bao gồm khu vực dãy Ural và Đại Hưng An. Trong khu vực này, quanh năm thống trị khối khí ôn đới lục địa, mùa đông rất khô và lạnh, còn mùa hạ ấm và ẩm hơn phía Bắc, tương đối khô nóng ở phía Nam. Nhiệt độ trung bình tháng 1 thay đổi từ -4 °C trên thảo nguyên Trung Á đến -50 °C ở các vùng Siberi. Còn tháng 7, nhiệt độ thay đổi từ 15 °C ở phía Bắc đến 28 °C ở phía Nam. Mưa rơi chủ yếu vào mùa hạ nhưng lượng giảm dần theo hướng từ Bắc xuống Nam. Một dải rộng nằm ở phía Nam khu vực này kéo dài từ Trung Á đến Mông Cổ là vùng khô hạn nhất, lượng mưa hằng năm không quá 250 mm.
- Kiểu khí hậu ôn đới gió mùa hình thành trong miền duyên hải phía Đông, gồm lưu vực sông Amur và đảo Sakhalin. Về mùa đông, có gió Tây Bắc thổi từ lục địa ra khô và rất lạnh, còn về mùa hạ có gió Đông Nam từ biển thổi vào ấm và ẩm ướt. Mưa rơi chủ yếu vào mùa hạ, chiếm 60-70% lượng mưa cả năm. Ngoài ra, về mùa hạ thỉnh thoảng còn có bão từ phía Đông Nam xâm nhập lên làm cho thời tiết nhiễu loạn mạnh. Nhiệt độ trung bình tháng 1 từ -25 °C ở phía Bắc đến -15 °C ở phía Nam. Nhiệt độ trung bình tháng 7 từ 15-20 °C. Lượng mưa trung bình năm từ 500–700 mm.
- Kiểu khí hậu ôn đới hải dương chiếm phần Đông Bắc biển Okhotsk, bán đảo Kamchatka và quần đảo Kuril. Kiểu khí hậu này chịu ảnh hưởng mạnh từ biển, Hải lưu Kuril-Kamchatka lạnh và đặc biệt là hoạt động của khí xoáy trên biển Okhotsk và biển Bering. Về mùa đông ở đây chủ yếu có gió Bắc và Tây Bắc, còn mùa hạ có gió Nam và Đông Nam. Điều kiện khí hậu ở đây có sự thay đổi từ Bắc xuống Nam. Về mùa hạ mát và ẩm, nhiệt độ trung bình tháng 7 10-18 °C, mùa đông từ -10 °C đến -20 °C. Lượng mưa trung bình năm từ 700–900 mm, lớp tuyết phủ về mùa đông dày hơn 100 cm.

#### Đới khí cận nhiệt đới
Đới khí hậu cận nhiệt đới chiếm một dải khá rộng, từ bờ Địa Trung Hải đến bờ Thái Bình Dương, có thể chia thành 4 kiểu chính như sau:
- Kiểu khí hậu cận nhiệt Địa Trung Hải hình thành trong khu vực bán đảo Tiểu Á, sơn nguyên Armenia, các vùng thuộc Syria, Iraq... Điểm nổi bật của kiểu khí hậu này là mùa hạ khô và nóng, thời tiết ổn định và trong sáng, còn mùa đông trái lại do ảnh hưởng của gió Tây và hoạt động của khí xoáy nên thời tiết hay thay đổi, mát dịu và mưa nhiều. Nhiệt độ trung bình tháng 1 4-12 °C, tháng 7 25-28 °C. Lượng mưa trung bình năm từ 500–700 mm.
- Kiểu khí hậu cận nhiệt lục địa hình thành trong các miền nội địa, bao gồm phần Nam các đồng bằng Trung Á, Nội Á và các vùng thuộc sơn nguyên Iran. Ở đây về mùa hạ chịu ảnh hưởng của khối khí nhiệt đới lục địa khô và nóng, nhiệt độ trung bình tháng 7 lên tới 30 °C, độ ẩm tương đối thấp và mưa rất hiếm. Về mùa đông do hoạt động của khí xoáy trên frong ôn đới nên có mưa, nhiệt độ thấp. Ở Tehran có năm nhiệt độ xuống thấp tới -20 °C, còn ở Trung Á tới -30 °C. Nhiệt độ trung bình tháng 1 ở các khu vực này thường từ -1 đến 0 °C. Lượng mưa hằng năm không đáng kể, 100–300 mm.
- Kiểu khí hậu cận nhiệt núi cao là một biến dạng đặc biệt của kiểu khí hậu cận nhiệt lục địa, hình thành trên các sơn nguyên và núi cao 3500–4000 m trở lên, chủ yếu ở Pamir và Tây Tạng. Khí hậu vẫn mang tính chất lục địa khá rõ rệt: mùa đông rất lạnh và khô, mùa hạ mát. Biên độ nhiệt giữa các mùa lớn, thời tiết trong ngày luôn luôn thay đổi, nhất là ở Tây Tạng. Lượng mưa trung bình hằng năm rất ít, vì thế các vùng núi và sơn nguyên cao phần lớn là hoang mạc núi cao.
- Kiểu khí hậu cận nhiệt gió mùa chiếm phần phía Đông lãnh thổ Trung Quốc, phía Nam bán đảo Triều Tiên và Nam Nhật Bản. Đặc điểm của kiểu khí hậu này đối lập với kiểu cận nhiệt Địa Trung Hải. Ở đây, mùa hạ có gió Đông Nam thổi từ biển vào, thời tiết nóng và mưa nhiều. Lượng mưa mùa hạ chiếm tới 60-75% lượng mưa cả năm. Về mùa đông có gió Tây Bắc từ lục địa thổi ra, nói chung khô và lạnh, tuy nhiên còn nhờ hoạt động của khí xoáy nên thỉnh thoảng vẫn có mưa. Lượng mưa trung bình năm 1000–15000 mm, đây là miền khí hậu ẩm ướt nhất của đới khí hậu cận nhiệt.

#### Đới khí nhiệt đới
Ở châu Á, đới khí hậu nhiệt đới không tạo thành một dải liên tục mà chỉ chiếm phần Tây Nam châu Á bao gồm bán đảo Ả Rập, phần Nam sơn nguyên Iran cho tới Tây Bắc Ấn Độ. Trong các khu vực này quanh năm thống trị khối khí nhiệt đới lục địa và gió mậu dịch, vì thế mùa hạ rất khô và nóng còn mùa đông khô và hơi lạnh. Lượng mưa hằng năm rất ít, trung bình không có 100 mm ở vùng đồng bằng và 300–400 mm ở miền núi. Do không khí khô nên khả năng bốc hơi lớn gấp hàng chục lần khả năng mưa, gây nên tình trạng thiếu ẩm gay gắt. Điều kiện khí hậu ở đây tương tự như Sahara ở châu Phi. Nhiệt độ trung bình tháng 7 thay đổi từ 28 °C đến 30 °C, tháng 1 từ 12 °C ở phía Bắc đến 20 °C ở phía Nam. Biên độ nhiệt giữa các mùa, ngày và đêm rất lớn.

#### Đới khí hậu cận xích đạo
Đới khí hậu cận xích đạo (hay gió mùa xích đạo) bao gồm khu vực Nam Á (Ấn Độ, Bangladesh, Bắc Sri Lanka), bán đảo Trung Ấn, Nam Trung Quốc và quần đảo Philippines. Như vậy, so với các châu lục khác thì ở châu Á, đới khí hậu này dịch lên những vĩ độ cao hơn, đồng thời ở phía Bắc, nó chuyển sang đới khí hậu cận nhiệt và mất hẳn đới khí hậu nhiệt đới. Trong đới khí hậu cận xích đạo về mùa hạ có gió mùa từ biển thổi vào, nóng, ẩm ướt và có mưa nhiều. Ngoài ra, thường có bão xâm nhập làm cho thời tiết nhiễu loạn mạnh và có mưa lớn. Do ảnh hưởng của địa hình nên sự phân bố mưa không đều: trên các sườn đón gió, mưa trung bình từ 2000–4000 mm hoặc hơn, còn trên đồng bằng, từ 1000–200 mm. Nói chung đây là nơi mưa nhiều nhất châu lục. Về mùa đông có gió mùa Đông Bắc từ lục địa thổi ra, thời tiết nhìn chung khô ráo. Tuy nhiên, như phần hoàn lưu khí quyển đã nói ở trên, về mùa này ở Bắc Ấn Độ, phía Bắc bán đảo Trung Ấn thời tiết tương đối lạnh và có mưa do ảnh hưởng của khí xoáy, chỉ có phần Nam các bán đảo này tương đối nóng, thời tiết khô và trong sáng.

#### Đới khí hậu xích đạo
Đới khí hậu này bao gồm phần Nam đảo Sri Lanka, phần Nam bán đảo Mã Lai và phần lớn quần đảo Indonesia. Với vị trí nằm trên các đảo và bán đảo, biên độ nhiệt giữa các mùa thấp hơn và lượng mưa trung bình hằng năm cao hơn vùng xích đạo ở lục địa Phi. Biên độ nhiệt hằng năm ở đây 1-2 °C, còn lượng mưa trung bình đạt tới 2000–4000 mm. Riêng khu vực từ nửa Đông đảo Java trở về phía Đông thuộc đới khí hậu gió mùa xích đạo của bán cầu Nam nên đặc điểm khí hậu mang tính chất mùa rõ rệt.

## Thủy văn

### Đặc điểm chung về sông ngòi
Ở châu Á có nhiều hệ thống sông lớn vào bậc nhất thế giới, hằng năm các sông đổ ra biển một khối lượng nước khổng lồ. Sự phát triển của các hệ thống sông lớn đó là do lục địa có kích thước rộng lớn, đồng thời các núi và sơn nguyên cao lại tập trung ở vùng trung tâm, có băng hà phát triển, là nơi bắt nguồn của nhiều con sông. Các sông chảy qua các sơn nguyên và đồng bằng rộng, có khí hậu ẩm ướt nên thuận lợi cho việc hình thành các con sông lớn. Tất cả các con sông lớn như Hoàng Hà, Dương Tử, Hắc Long Giang, Mê Kông, Ấn, Hằng đều hình thành trong các điều kiện như vậy.
Phụ thuộc vào điều kiện khí hậu, sự phân bố mạng lưới sông và chế độ sông trên lục địa không đều. Ở các vùng có mưa nhiều thì mạng lưới sông ngòi phát triển, các sông có nhiều nước và đầy nước quanh năm. Trái lại, ở các vùng khô hạn như Trung Á, Nội Á và bán đảo Ả Rập thì mang lưới sông rất thưa thớt, thậm chí có những nơi không có dòng chảy. Ở châu Á, lưu vực nội lưu chiếm một diện tích rất rộng tới 18 triệu km², bằng khoảng 41,3% diện tích châu lục.
Về chế độ sông phụ thuộc vào chế độ mưa và nguồn nước cung cấp có thể phân chia thành mấy kiểu chính sau:
- Sông chảy trong các miền khí hậu xích đạo và ôn đới hải dương có nguồn cung cấp nước chủ yếu do mưa. Ở đây, lượng mưa phân bố đều quanh năm nên sông có nhiều nước và đầy nước thường xuyên.
- Sông chảy trong các miền khí hậu gió mùa, có mưa chủ yếu vào mùa hạ nên nước sông lớn vào hạ-thu và cạn vào đông-xuân. Sông Hồng tại miền Bắc Việt Nam thuộc kiểu chế độ này.
- Sông chảy trong miền cận nhiệt Địa Trung Hải có mưa về mùa đông nên nước sông lớn vào mùa đông và khô cạn vào mùa hạ,
- Sông chảy trong miền khí hậu cận cực, ôn đới lục địa, có nguồn cung cấp nước chủ yếu vào mùa xuân do tuyết tan và mưa vào xuân-hạ nên nước lớn vào cuối mùa xuân và đầu mùa hạ. Về mùa đông, các sông đóng băng trong một thời gian dài.
- Các sông chảy trong miền khí hậu khô hạn, nguồn cung cấp nước chủ yếu do tuyết và băng tan từ núi cao nên có nước lớn vào cuối mùa xuân, đầu mùa hạ và lưu lượng giảm dần về hạ lưu.

### Các lưu vực sông
| Tên sông       | Thuộc lưu vực   | Chiều dài (km) | Diện tích lưu vực (nghìn km²) | Lưu lượng (km³/s) | Lưu lượng (km³/s) | Lưu lượng (km³/s) |
| Tên sông       | Thuộc lưu vực   | Chiều dài (km) | Diện tích lưu vực (nghìn km²) | Trung bình        | Tối đa            | Tối thiểu         |
| -------------- | --------------- | -------------- | ----------------------------- | ----------------- | ----------------- | ----------------- |
| Hắc Long Giang | Thái Bình Dương | 4416           | 1855                          | 9875,5            | 20 417,3          | 939,3             |
| Hoàng Hà       | Thái Bình Dương | 4845           | 752                           | 1214              | 2857,5            | 527,3             |
| Trường Giang   | Thái Bình Dương | 6300           | 1805,5                        | 25 110,1          | 47 000            | 9261,2            |
| Hằng           | Ấn Độ Dương     | 2500           | 1125                          | 12 105,5          | ?                 | ?                 |
| Ấn             | Ấn Độ Dương     | 3180           | 960                           | 19 113,4          | ?                 | ?                 |
| Obi-Irtysh     | Bắc Băng Dương  | 5410           | 2975                          | 12 600            | 42 800            | ?                 |

#### Lưu vực Bắc Băng Dương

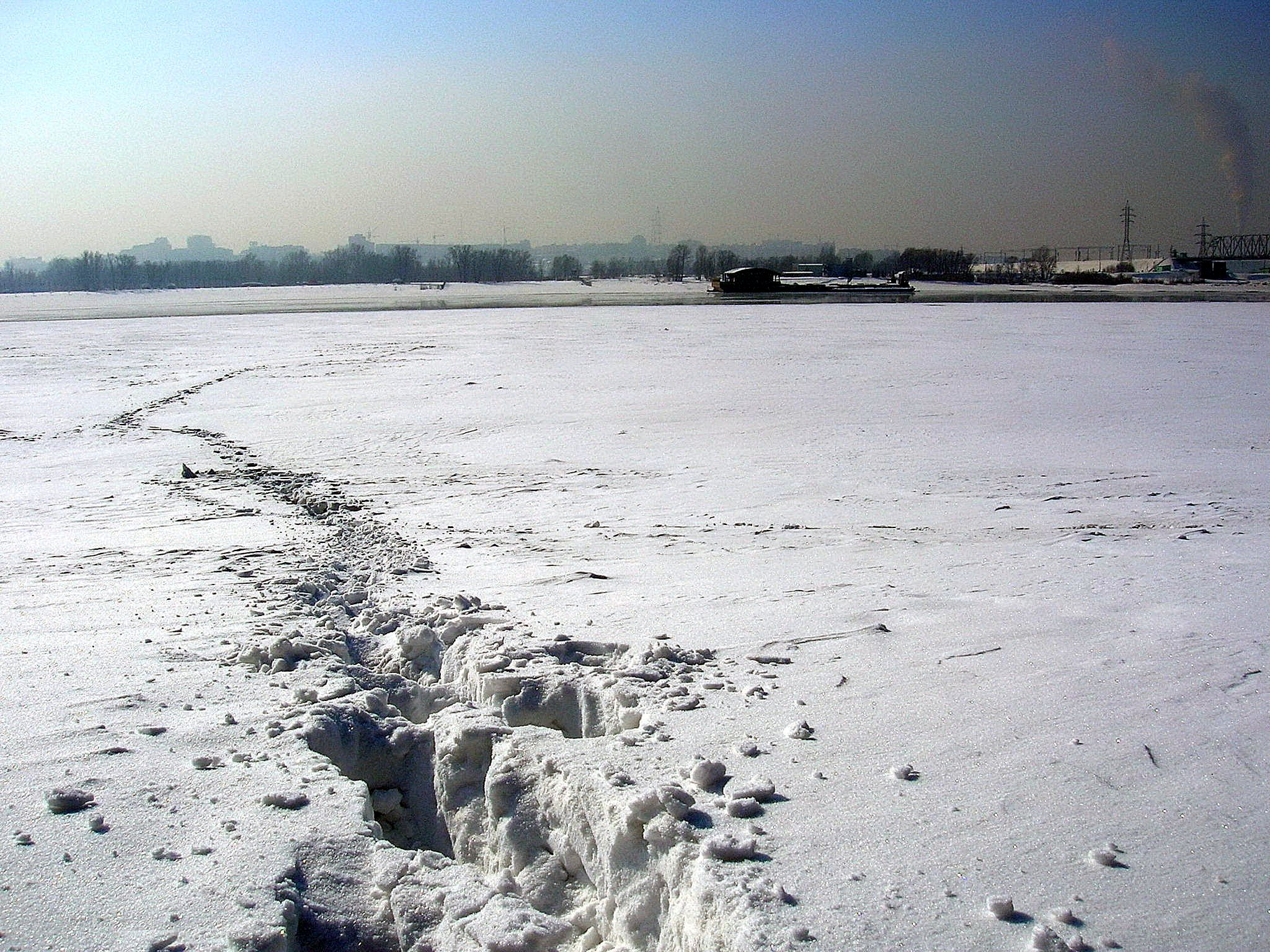
Sông Obi bị đóng băng trong một thời gian dài về mùa đông.

Lưu vực Bắc Băng Dương gồm các sông của miền Tây Siberi chảy về phía Bắc. Các sông lớn là sông Obi (còn gọi là Ob), Enisei, Lena và Kolyma. Tất cả các sông đều bắt nguồn từ vùng núi Nam Siberi rồi chảy về phía Bắc qua các đới khí hậu ôn đới, cận cực và cực. Nguồn cung cấp nước chủ yếu do tuyết tan và mưa vào mùa xuân-hạ. Lượng mưa tuy không nhiều nhưng do nước bốc hơi kém nên mạng lưới sông rất dày. Các sông có nước lớn vào cuối mùa xuân và đầu mùa hạ. Ở các sông lớn vào cuối mùa xuân thường có lũ băng ở phần trung lưu và hạ lưu. Về mùa đông, các sông bị đóng băng trong một thời gian dài. Tuy nhiên, các sông vẫn có giá trị về giao thông và có dự trữ thủy năng lớn. Hiện nay trên các sông thuộc lưu vực này tập trung nhiều nhà máy thủy điện lớn trên thế giới.
Các sông thuộc Bắc Băng Dương tuy bị đóng băng về mùa đông nhưng vẫn có giá trị về giao thông. Do miền Siberi có điều kiện khí hậu giá rét gay gắt, đông kết vĩnh cửu phát triển, việc xây dựng hệ thống đường bộ gặp nhiều khó khăn nên các sông vẫn là đường giao thông chủ yếu. Về mùa hạ, trên các sông tàu bè đi lại khá tấp nập. Một số sông chảy trên các vùng núi và sơn nguyên có nhiều thác lớn nên có nhiều tiềm năng về thủy điện.
Hệ thống sông lớn nhất (tính theo diện tích lưu vực) của lưu vực Bắc Băng Dương là Obi-Irtysh. Sông Obi cùng phụ lưu lớn của nó là Irtysh làm thành một hệ thống dài tới 5410 km. Sông Obi là con sông đồng bằng điển hình. Độ dốc của sông rất bé (từ 8–10 cm/km) nên quanh năm nước chảy êm đềm. Phần hạ lưu sông đổ vào một vịnh cửa sông gọi là vịnh Obi, dài gần 1.000 km (600 dặm). Ngoài Obi, ở Siberi còn có hệ thống sông Enisei và Lena là hai hệ thống sông lớn, chảy dọc theo rìa phía Tây và Đông sơn nguyên Trung Siberi. Diện tích lưu vực hai sông này tuy nhỏ hơn Obi nhưng lưu lượng và dao động mực nước giữa hai mùa lại lớn hơn. Hiện tượng trái ngược trên đây chủ yếu do các sông chảy trên các vùng núi và sơn nguyên có nhiều băng tuyết đông kết vĩnh cửu. Về mùa xuân, khi tuyết tan thì đất vẫn còn đóng băng, nước không ngấm được vào đất nên theo sườn dốc chảy vào sông. Các sông có nước lớn vào cuối xuân và đầu hạ, sang mùa đông thì nước cạn và bị đóng băng một thời gian khá dài.

#### Lưu vực Thái Bình Dương
Bao gồm tất cả các sông của miền Đông Á và các vùng đảo trong Thái Bình Dương. Các sông lớn nhất là Amur (Hắc Long Giang), Hoàng Hà, Trường Giang, Mê Kông, Mê Nam. Phần lớn các sông thuộc lưu vực này đều chảy trong miền khí hậu gió mùa nên sông có nước lớn vào cuối mùa hạ, đầu mùa thu và nước cạn vào cuối mùa đông, đầu mùa xuân. Vào mùa hạ, các sông thường có lũ lụt lớn gây tai họa cho sản xuất nông nghiệp và đời sống của cư dân. Tuy nhiên do điều kiện khí hậu và nguồn cung cấp nước khác nhau nên chế độ nước các sông không đồng nhất trên toàn khu vực.
Các sông miền duyên hải Bắc Viễn Đông và Kamchatka, do địa thế hẹp nên rất ngắn. Sông có lượng nước lớn vào cuối mùa xuân do tuyết tan từ trên núi xuống. Lượng nước chảy trong thời kỳ này chiếm tới 60% lưu lượng dòng chảy cả năm. Các sông ở Kamchatka, về mùa hạ, còn có nước băng tan và mưa phối hợp nên vẫn đầy nước. Về mùa đông các sông bị đóng băng hoàn toàn.
Vùng Đông Á (bao gồm cả lãnh thổ Trung Quốc, bán đảo Triều Tiên, Nam Viễn Đông và Nhật Bản) có địa thế rộng lớn và mưa nhiều nên có nhiều sông lớn. Các sông quan trọng nhất là Amur, Hoàng Hà và Trường Giang. Sông Amur là sông lớn nhất của miền Nam Viễn Đông liên bang Nga. Trên một quãng dài, nó là biên giới tự nhiên giữa Trung Quốc và Nga. Sông Amur dài gần 4500 km, có nhiều nước (lưu lượng trung bình 12.500m³/s) nên có giá trị lớn về giao thông. Hoàng Hà khác với sông Amur ở chỗ chế độ nước sông phức tạp hơn. Con sông này bắt nguồn từ sơn nguyên Tây Tạng, phần thượng lưu chảy trong miền núi cao. Nguồn nước tạo thành dòng sông ở đầu nguồn là do tuyết và băng tan từ núi cao xuống, vì thế phần thượng lưu sông có nước lớn nhất vào cuối mùa xuân và đầu mùa hạ. Phần trung và hạ lưu chịu ảnh hưởng của mưa gió mùa nên có nước lớn nhất vào cuối mùa hạ, về mùa đông, nước sông bị khô cạn. Hoàng Hà có chế độ nước thất thường, mực nước chênh lệch giữa hai mùa rất lớn, vào cuối mùa hạ thường có lũ nguy hiểm. Trong lịch sử Trung Quốc, Hoàng Hà đã gây ra nhiều trận lụt lớn, sông đổi dòng nhiều lần, làm cho nhân dân vùng đồng bằng Hoa Bắc gánh chịu những tai họa khủng khiếp. Ngày nay nhờ những công trình cải tạo dòng sông nên đã hạn chế được thiên tai, đồng thời sử dụng được nguồn thủy năng dồi dào, nguồn nước tưới ruộng và việc giao thông đi lại cũng tương đối thuận lợi hơn.

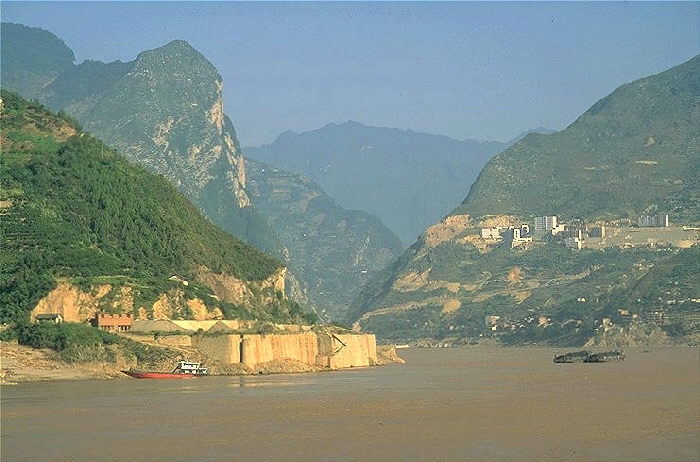
Sông Dương Tử đoạn đi qua đập thủy điện Tam Hiệp, tỉnh Hồ Bắc

Trường Giang cũng bắt nguồn từ sơn nguyên Tây Tạng, sau đó chảy qua bồn địa Tứ Xuyên, qua miền Hoa Trung rồi đổ ra biển. Trường Giang tuy chảy trong đới khí hậu cận nhiệt gió mùa tương tự như Hoàng Hà nhưng lại là dòng sông có nhiều nước và chế độ nước tương đối điều hòa. Sở dĩ có sự khác nhau như vậy là do ở lưu vực Trường Giang ngoài tuyết và băng tan từ trên núi, mưa gió về mùa hạ, về mùa đông sông nó còn nhận được nước do hoạt động của khí xoáy. Dòng sông quanh năm đầy nước, việc giao thông do vậy rất thuận lợi. Trên thực tế Trường Giang còn là con sông có giá trị giao thông quan trọng nhất của Trung Quốc. Ngoài ra, sông còn có giá trị tưới ruộng và khai thác thủy điện. Chính phủ Trung Quốc đã tiến hành xây dựng đập Tam Hiệp, đập thủy điện lớn nhất thế giới, đồng thời cũng đang xây dựng công trình chuyển nước của Trường Giang về phía Bắc để cung cấp cho các vùng phía Bắc đang ngày càng thiếu nước.
Chế độ nước của các sông trên bán đảo Trung Ấn phụ thuộc chặt chẽ vào chế độ mưa gió mùa xích đạo. Mực nước lớn nhất thường vào cuối mùa hạ và cạn nhất vào cuối mùa đông, đầu mùa xuân. Những năm có mưa bão lớn, các sông dễ gây ra lũ lụt. Sông Mê Kông là con sông lớn nhất trên bán đảo Trung Ấn. Sông bắt nguồn từ sơn nguyên Tây Tạng, dài 4500 km. Nguồn cung cấp nước chủ yếu do mưa gió mùa về mùa hạ và tuyết, băng tan từ thượng nguồn xuống. Mực nước sông tuy thay đổi theo hai mùa rất rõ nhưng phần hạ lưu nhờ có hồ Tonlé Sap điều tiết nên về mùa cạn nước sông còn khá lớn. Lưu lượng trung bình ở cửa sông là hơn 15.000 km³/s, thời kỳ lũ là 30.000 km³/s và thời kỳ cạn nhất là 1500 km³/s. Ở hạ lưu sông bồi thành một châu thổ rộng tới 70.000 km². Sông Mê Kông từ lâu đã trở thành con đường giao thông của nhiều nước như Trung Quốc, Myanmar, Thái Lan, Lào, Campuchia và Việt Nam. Trong tương lai, việc khai thác thủy điện, sử dụng nước tưới và đánh cá sẽ được phát triển, đóng vai trò ngày càng quan trọng đối với kinh tế các nước trong khu vực.
Vùng quần đảo Mã Lai nằm trong miền xích đạo nóng và ẩm ướt quanh năm, có mạng lưới sông dày đặc và chế độ nước sông rất điều hòa. Các sông có nhiều nước quanh năm, mực nước chênh lệch giữa mùa cạn và mùa lũ không đáng kể. Tuy nhiên do địa thế hẹp, các đảo có nhiều núi non hiểm trở nên các sông thường ngắn và có nhiều thác ghềnh. Các sông không thuận tiện cho giao thông nhưng có nhiều tiềm năng về thủy điện.

#### Lưu vực Ấn Độ Dương

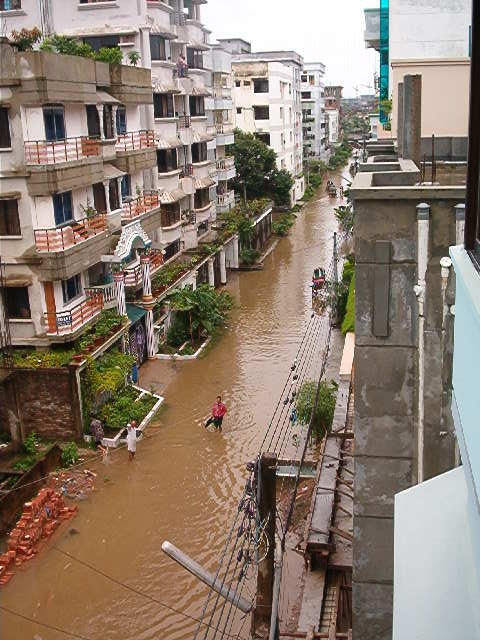
Lũ lụt năm 2004 làm ngập đường phố của thủ đô Dhaka, Bangladesh.

Lưu vực này gồm các sông thuộc Tây Nam Á, Nam Á và phần Tây bán đảo Trung Ấn. Ở Tây Nam Á, mạng lưới sông rất thưa thớt trong đó nhiều vùng rộng không có dòng chảy thường xuyên. Có hai sông khu vực này là Euphrates và Tigris chảy từ sơn nguyên Armenia xuống. Nhờ nguồn nước tuyết và mưa trên núi phong phú mới có thể vượt qua vùng đồng bằng Lưỡng Hà khô hạn để ra vịnh Persian. Các sông có hai thời kỳ nước lớn, một vào mùa xuân do tuyết tan trên núi và một vào mùa đông do mưa trên đồng bằng. Mùa hạ khô và nóng, nước bốc hơi mạnh nên mực nước rất thấp và lưu lượng càng về hạ lưu thì càng giảm dần. Các sông có vai trò trong việc tưới ruộng, cung cấp nước cho nhân dân trong khu vực, giao thông và thủy điện.
Các sông thuộc những lưu vực còn lại đều chịu ảnh hưởng của chế độ mưa gió mùa nên chế độ tương tự như các sông ở khu vực Đông Á và Đông Nam Á. Các sông đáng chú ý nhất là Ấn, Hằng, Brahmaputra và Salween. Sông Hằng là con sông lớn có giá trị về kinh tế hàng đầu của Ấn Độ. Lưu lượng trung bình năm ở cuối trung lưu đã lên tới 12.105 km³/s. Các sông của lưu vực này có giá trị quan trọng trong tưới ruộng, cung cấp nước cho sản xuất công nghiệp, đời sống nhân dân và giao thông vận tải. Tuy nhiên hằng năm trên các con sông vẫn thường xảy ra lũ lột dữ dội cướp đi sinh mạng của hàng ngàn người dân, nhất là tại Bangladesh.

#### Lưu vực nội lưu
Gồm các sông chảy trong miền Trung Á, Nội Á và sơn nguyên Iran. Các vùng này tuy thuộc đới khí hậu khô, lượng mưa hằng năm không đáng kể song các sông tồn tại được là nhờ có nguồn tuyết và băng tan từ trên núi cao cung cấp. Các sông lớn nhất là Syr Darya và Amu Darya, bắt nguồn từ vùng núi cao Thiên Sơn, Pamir rồi chảy qua các hoang mạc cát Trung Á và đổ vào hồ Aral, sông Ili đổ vào hồ Balkhash. Một số sông như Murghab thì cạn dần khi đổ vào các hoang mạc cát. Các sông ở khu vực nội lưu đều có nước lớn vào cuối mùa xuân và mùa hạ, nhưng lưu lượng của chúng giảm dần từ nguồn đến hạ lưu. Các sông thuộc lưu vực này là nguồn nước vô cùng quý giá cho đời sống của cư dân, cho sản xuất nông nghiệp, công nghiệp, giao thông và thủy điện.

### Các hồ

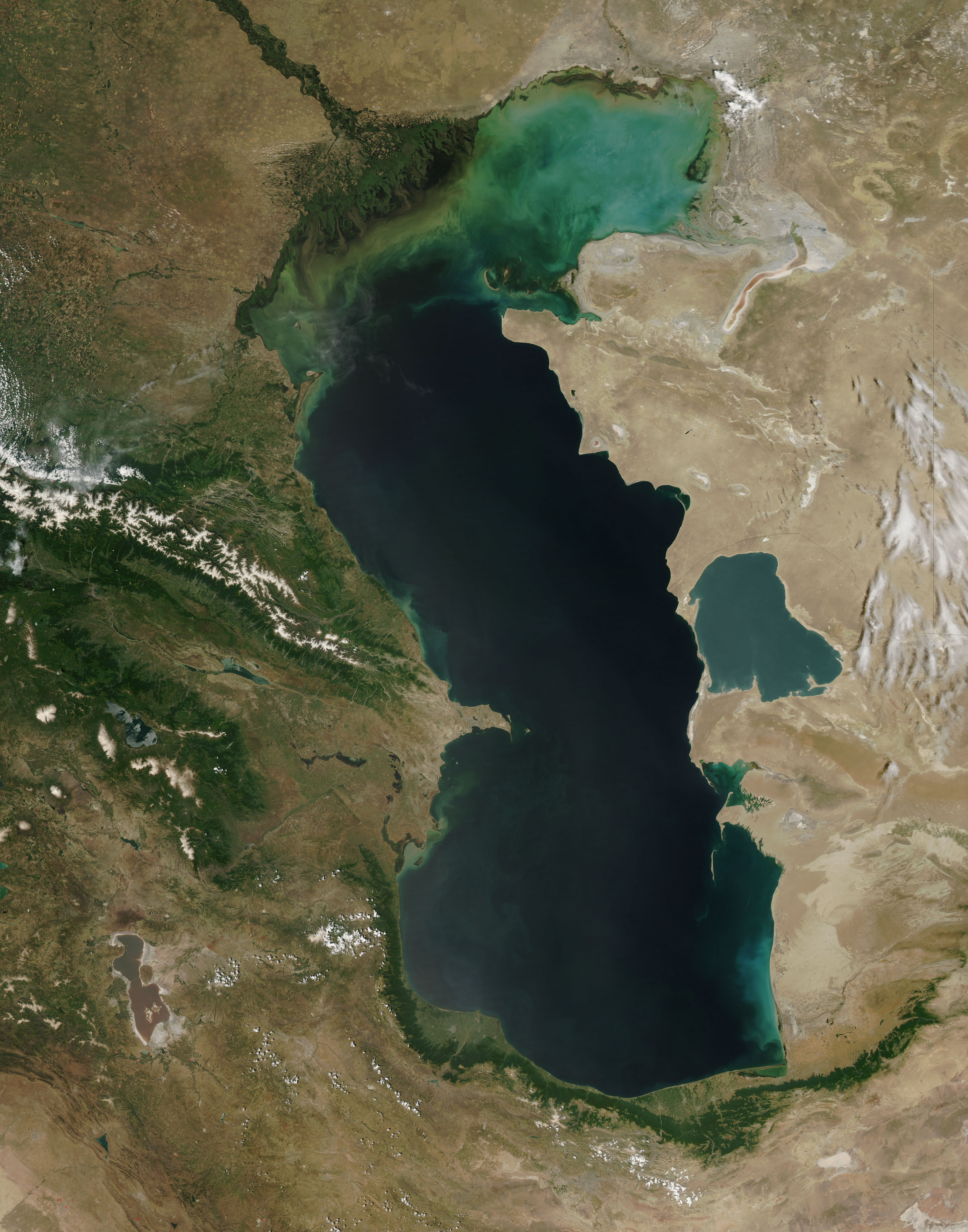
Biển hồ Caspi nhìn từ vệ tinh.

Ở châu Á có khá nhiều hồ trong đó có các hồ lớn và sâu nhất thế giới. Đa số các hồ lớn lại không nằm trong vùng khí hậu ẩm ướt mà lại phân bố trong các vùng khô hạn như Tiểu Á, Trung Á và Nội Á. Hầu hết các hồ có nguồn gốc kiến tạo nên có độ sâu lớn, một số hồ còn có mực nước thấp hơn mực nước biển.
Các hồ các quan trọng nhất là Caspi (371.000 km², sâu 995 m, mức nước thấp hơn mực nước đại dương 28 m), Aral (66.458 km², sâu 68m). Hai hồ có kích thước rất lớn nên người ta thường gọi là "biển" hay "biển hồ". Hiện nay hồ Aral bị thu hẹp diện tích rất nhiều do việc xây dựng các kênh đào để lấy nước tưới cho các vùng hoang mạc Trung Á. Sự thu hẹp diện tích các hồ đã gây ra sự khủng hoảng sinh thái lớn, làm cho sản xuất và đời sống của cư dân các vùng đồng bằng xung quanh hồ bị thiệt hại nặng. Một số hồ khác như Balkhash (22.000 km², sâu 26,5m), Issyk Kul (6.200 km, sâu 702m), Hồ Chết (1000 km², sâu 747m, thấp hơn mực nước biển 392m)... là những hồ mặn. Hồ Baikal nằm ở phía Nam vùng Trung Siberi là hồ sâu nhất thế giới (31.500 km², sâu 1620m) , đây là hồ nước ngọt trong lành, chứa tới 20% tổng lượng nước ngọt trên Trái Đất , có phong cảnh thiên nhiên đẹp, có ý nghĩa cả về kinh tế và bảo vệ tự nhiên.
| Tên hồ    | Diện tích lưu vực (km²) | Chỗ sâu nhất (m) | Chiều dài (km) | Chiều rộng (km) | Độ muối ‰ |
| --------- | ----------------------- | ---------------- | -------------- | --------------- | --------- |
| Caspi     | 371.000                 | 995              | 1.200          | 300             | 0,3-0,14  |
| Aral      | 66.458                  | 68               | 428            | 235             | 10-11     |
| Baikal    | 31.500                  | 1620             | 636            | 79              | Nước ngọt |
| Balkhash  | 22.000                  | 26,5             | 605            | 74              | Ngọt+lợ   |
| Issyk Kul | 6.200                   | 702              | 183            | 60              | 5,8       |
| Biển Chết | 1000                    | 747              | ?              | ?               | 260       |

### Băng hà

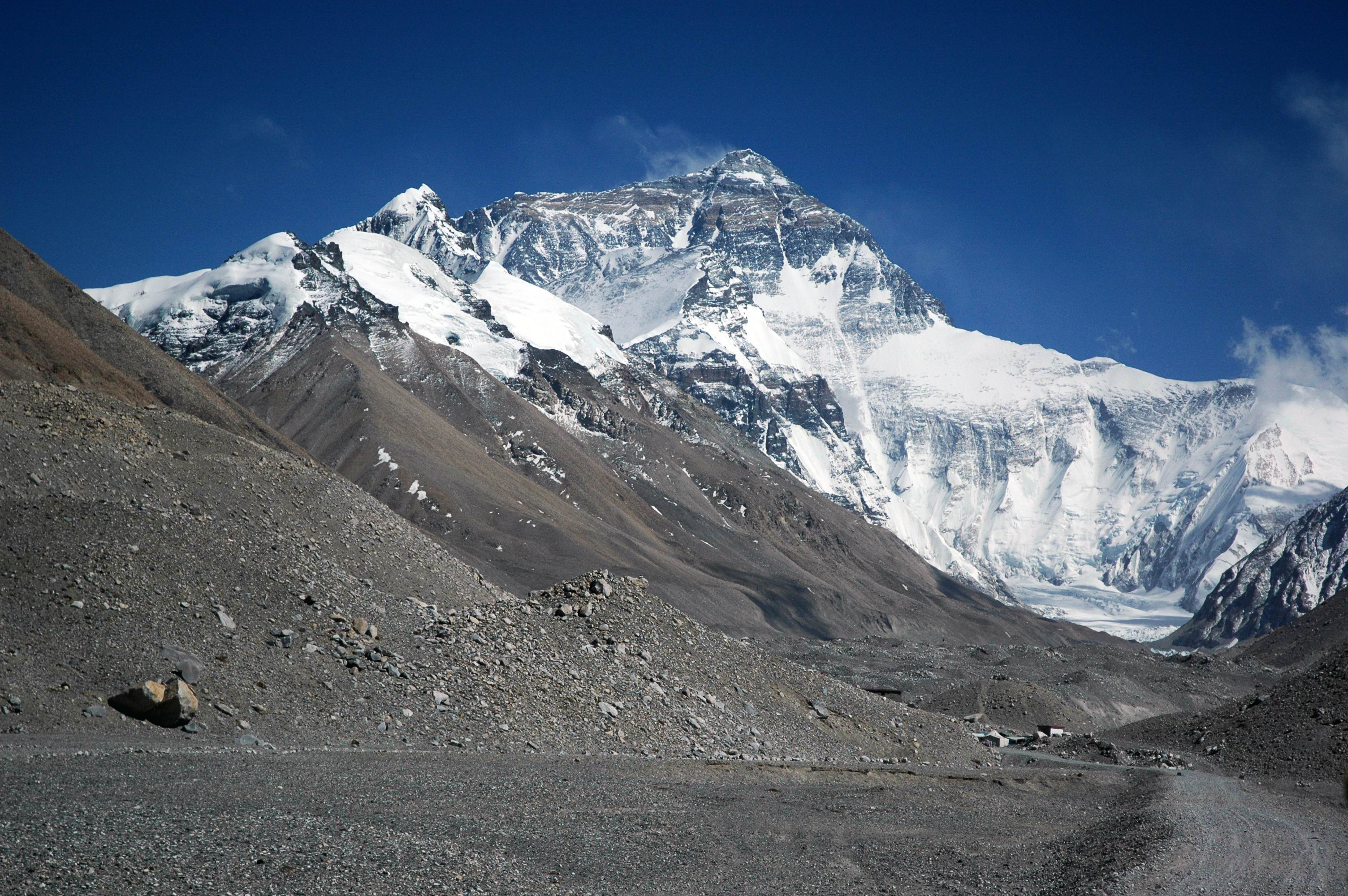
Băng hà Rongbuk trên đỉnh núi Everest.

Châu Á có nhiều núi và sơn nguyên cao nằm trên các vĩ độ cận nhiệt và nhiệt đới. Đó là điều kiện thuận lợi cho việc hình thành các băng hà núi hiện đại. Nhiều vùng núi cao của châu Á hiện nay là vẫn là các trung tâm băng hà lớn nhất thế giới như băng hà Himalaya, băng hà Tây Tạng, Thiên Sơn, Pamir... Himalaya là vùng núi có diện tích băng phủ lớn nhất lục địa, chiếm gần 33.250 km², sau đó đến Tây Tạng 32.150 km², Karakoram tại Pakistan 17.835 km², Pamir 10.200 km²... Tuy nhiên do các vùng băng hà này nằm sâu trong nội địa với điều kiện khí hậu khô hạn nên sự phát triển của băng hà có phần hạn chế so với các vùng có khí hậu ẩm ướt. Đường ranh giới đới tuyết vĩnh viễn trên các núi này thường từ 5000m trở lên, trong đó các sườn hướng về nội địa còn cao hơn một ít. Đa số các băng hà có chiều dài vài kilômét (km), chỉ có ở Karakoram và Pamia mới có các băng hà có chiều dài tới 20–30 km. Băng hà Fedchenko ở Tajikistan là dài nhất, đạt tới 71 km.
Các băng hà có vai trò rất lớn trong việc cung cấp nước cho các sông suối thuộc khu vực nội lưu. Chính nhờ có nước băng tan từ Pamir và Thiên Sơn cung cấp mà các sông Syr Darya và Amu Darya mới có thể vượt qua các hoang mạc cát khô cằn ở Trung Á với khoảng cách hàng nghìn kilômét để đổ vào biển Aral. Hiện nay do hiện tượng hiệu ứng nhà kính, nhiệt độ khí quyển đang tăng dần lên nên băng hà vùng cực cũng như băng hà vùng núi chắc chắn đang bị tan chảy và suy giảm.

## Các đới cảnh quan tự nhiên

### Vòng đai cực và cận 2 cực

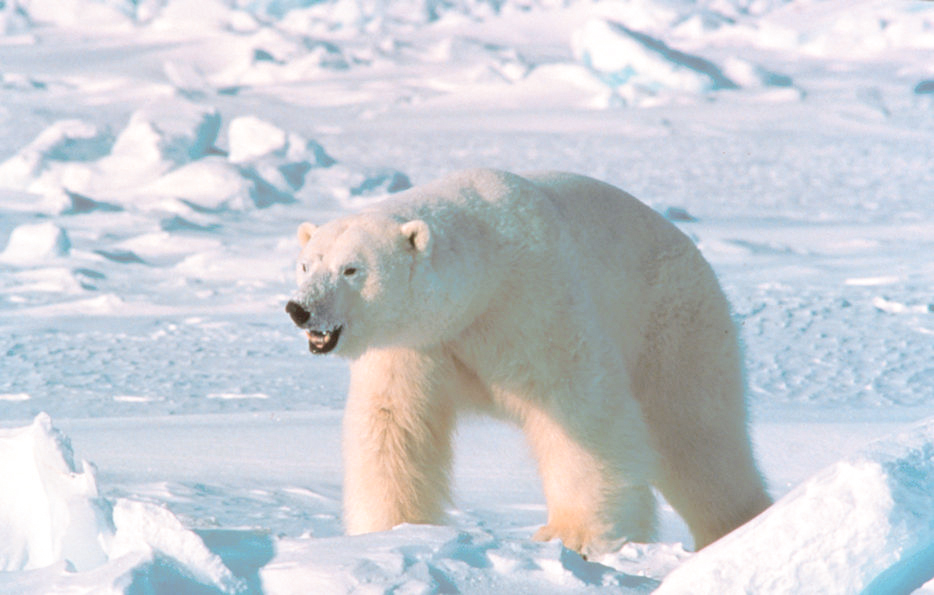
Gấu trắng Bắc Cực

Đây là hai vành đai gần nhau, nằm trên các vĩ độ cao nhất của lục địa với khí hậu quanh năm giá lạnh nên cảnh quan thiên nhiên rất nghèo và đơn điệu. Có thể chia thành hai đới chính là:
- Đới hoang mạc cực: phát triển trên các quần đảo thuộc Bắc Băng Dương. Trong đới này nhiệt độ trung bình mùa hạ vẫn không thể vượt quá 5 °C, thời tiết thường xuyên u ám và có gió mạnh; còn mùa đông, đêm cực kéo dài, mặt đất bị băng tuyết bao phủ gần quanh năm. Giới sinh vật rất nghèo, thực vật chỉ có rêu và địa y, còn động vật phong phú hơn dựa vào nguồn thức ăn của biển. Các loài điển hình là gấu trắng Bắc Cực, tuần lộc. Dọc theo bờ biển và trên các lớp băng phủ có nhiều thú chân vịt như hải cẩu, hải sư, voi biển... Về mùa hạ có nhiều chim biển sống tập trung trên các bờ núi thành những "chợ chim" lớn, rất nhộn nhịp.
- Đới đồng rêu và đồng rêu rừng: là hai đới kế tiếp nhau, chiếm một dải nằm phía Bắc châu lục. Trong các đới này về mùa đông rất lạnh, băng giá kéo dài, lớp đất đông kết vĩnh cửu phát triển trên toàn đới. Về mùa hạ thời tiết có ấm hơn, nhiệt độ trung bình tháng 7 thay đổi từ 10 °C ở phía Bắc đến 13-14 °C ở phía Nam của đới. Trong điều kiện đó ở phía Bắc chỉ có rêu và địa y, còn ở phía Nam nhờ ấm hơn nên bắt đầu xuất hiện các loại cây bụi thân gỗ, tạo thành các dải rừng cây bụi xen với đồng rêu. Trong điều kiện bốc hơi kém, lớp rêu phủ dày, mặt đất luôn luôn ẩm ướt nên đầm lầy phát triển mạnh. Trong đầm lầy hình thành lớp than bùn dày, còn đất rất chua và nghèo chất dinh dưỡng. Giới động vật cũng nghèo, chỉ có một số đại diện đáng chú ý như tuần lộc, chó sói đỏ, cú trắng... Về mùa hạ, một số loài chim di cư từ phương Nam lên. Đới đồng rêu và đồng rêu rừng là nơi dân cư rất thưa thớt và chuyên sống nhờ vào việc săn bắn và chăn nuôi tuần lộc.

### Vòng đai ôn đới
Vòng đai ôn đới chiếm một diện tích rộng nhất, đồng thời tùy theo điều kiện nhiệt độ và độ ẩm có thể phân chia thành 4 đới sau:

#### Đới rừng lá kim

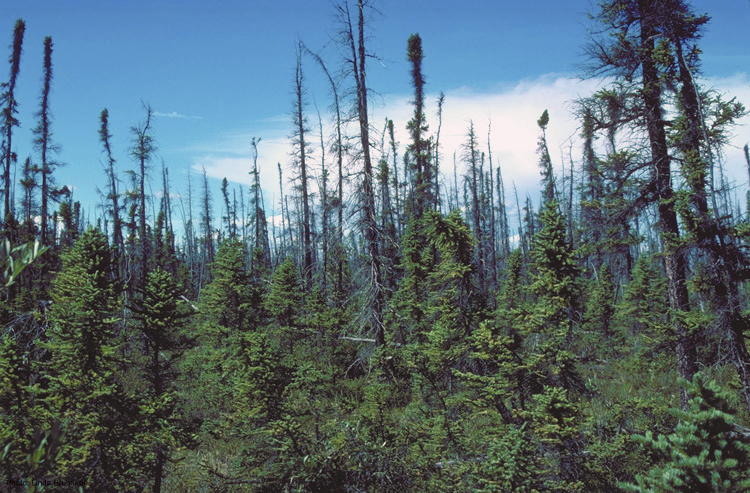
Quang cảnh rừng taiga.

Đới rừng lá kim hay còn gọi là rừng taiga chiếm một dải rộng về phía Bắc vành đai ôn đới với khí hậu ôn đới lục địa lạnh. Về mùa đông ở đây băng giá kéo dài và băng kết vĩnh cửu có mặt ở khắp nơi. Rừng nghèo về thành phần loài và có cấu trúc đơn giản. Các loài phổ biến nhất là vân sam (Picea spp.), thông, thông rụng lá Siberi (Larix sibirica). Ngoài ra còn có lãnh sam (Abies spp.) và thông Siberi (Pinus sibirica). Rừng taiga của châu Á được phân biệt thành hai kiểu chính là: "Rừng taiga tối" và "Rừng taiga sáng". Rừng taiga tối phân bố ở chủ yếu ở vùng đồng bằng Tây Siberi trở về phía Tây. Trong rừng cây mọc dày, vươn lên rất cao nên rừng rậm, tối và ẩm ướt. Rừng taiga sáng phân bố chủ yếu ở Trung và Đông Siberi, là những nơi có khí hậu giá lạnh gay gắt nhất. Ở đây chỉ có tùng rụng lá là loài chịu được các điều kiện khắc nghiệt nói trên. Trong rừng, cây mọc thưa, thấp và rụng lá về mùa đông. Phần Nam đới rừng taiga, về mùa hạ thời tiết khá ấm, mưa ít hơn, phát triển rừng cây lá nhỏ gồm thùy dương và liễu.
Trong đới rừng lá kim do bốc hơi yếu nên đầm lầy phát triển mạnh, chiếm 50% diện tích của đới. Mặt đất luôn ẩm ướt, đồng thời xác thực vật lá kim khi phân hủy sẽ tạo thành các axít nên quá trình rửa trôi mạnh, hình thành đất potsol và đất đầm lầy. Đất potsol là loại đất chua và nghèo chất dinh dưỡng. Trong đới rừng taiga, nhờ thức ăn phong phú và điều kiện khí hậu thuận lợi hơn các đới phía Bắc nên giới động vật cũng phong phú hơn. Các loài điển hình là nai sừng tấm, gấu nâu, mèo rừng, sóc và nhiều loài chim như gà rừng, gõ kiến, quạ khoang, cú... Rừng lá kim là nguồn dự trữ gỗ quan trọng cho các ngành kinh tế.

#### Đới rừng hỗn hợp và rừng lá rộng
Đây là hai đới kế tiếp nhau, phát triển trong các vùng khí hậu ôn đới chuyển tiếp và ôn đới hải dương. Ở châu Á thì hai đới này không tạo thành các dải liên tục mà phân bố trong những khu vực hạn chế ở Đông Á như vùng trung và hạ lưu sông Amur, vùng Mãn Châu-Triều Tiên và vùng Bắc đảo Honshu (Nhật Bản). Trong rừng có các cây lá nhọn xen cây lá rộng. Các loài cây lá rộng phổ biến nhất là sồi Mông Cổ (Quercus mongolia), dẻ gai rừng (Fagus sylvatica), hồ đào Mãn Châu (Juglans mandshurica), thùy dương vàng... Trong tầng dưới rừng có nhiều loại dây leo như ngũ vị tử, nho Amur, nhiều loại cây bụi nhỏ trong đó đáng chú ý nhất là nhân sâm (Panax ginseng), một loài cây thuốc rất quý. Nhờ nguồn thức ăn phong phú, khí hậu ấm áp nên giới động vật của rừng hỗn hợp và rừng lá rộng rất đa dạng, đáng chú ý nhất là hươu sao, thỏ, nai sừng tấm, hổ, gấu đen, mèo rừng Viễn Đông, nhiều loài chim như trĩ, cú bắt cá, quạ xanh, sáo, sẻ ngô... Đới rừng hỗn hợp và rừng lá rộng là nơi có dân cư tập trung đông và nông nghiệp phát triển. Thổ nhưỡng ở dưới rừng hỗn hợp là đất podzol cỏ, dưới rừng lá rộng là đất rừng nâu xám. Đây là những loại đất tốt có thể trồng được nhiều loại cây khác nhau như lúa mạch, lúa miến, khoai tây, củ cải đường đồng thời đây cũng là đới chăn nuôi nhiều bò, lợn.

#### Đới thảo nguyên rừng và thảo nguyên

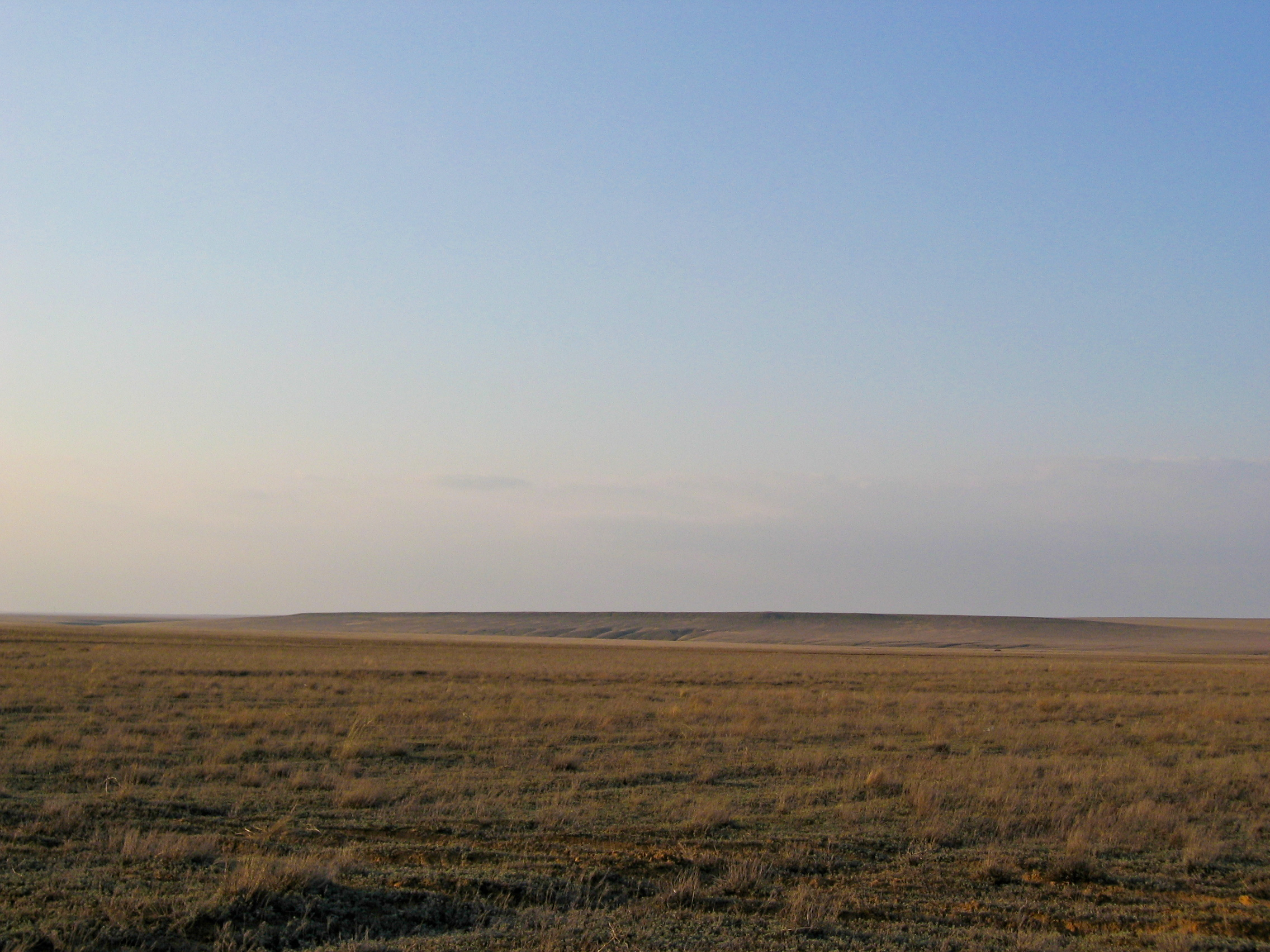
Thảo nguyên ở miền tây Kazakhstan vào đầu mùa xuân.

Đây cũng là hai đới nằm kế nhau làm thành một dải rộng kéo dài từ vùng núi Kavkaz cho đến Altai, trong đó dải phía Bắc là thảo nguyên rừng, còn dải phía Nam là thảo nguyên. Từ dãy Altai trở về phía Đông (bao gồm lãnh thổ Mông Cổ và phía Bắc Trung Quốc) thì thảo nguyên chiếm ưu thế, còn thảo nguyên rừng chỉ chiếm những bộ phận lẻ tẻ.
Trong các đới này, điều kiện khí hậu mang tính chất lục địa khá rõ: mùa đông lạnh và kéo dài, nhiệt độ trung bình tháng 1 từ -5 đến -20 °C, mùa hạ tương đối nóng, nhiệt độ trung bình tháng 7 từ 17-23 °C. Lượng mưa trung bình năm từ 250–400 mm. Do mưa ít nhưng nước bốc hơi mạnh nên nước trên mặt đất và nước ngầm đều kém (mực nước ngầm ở đông bằng sâu tới 5–10 m, còn ở vùng đất cao tới 10–20 m), hiện tượng thiếu ẩm xuất hiện khá rõ rệt. Sự thiếu ẩm này làm cho thực vật cỏ ưa khô phát triển thuận lợi hơn cây thân gỗ. Vì thế, đồng cỏ dần thay thế rừng. Trong dải thảo nguyên rừng, đồng cỏ xen vào giữa các khu rừng, còn xuống phía Nam do khí hậu khô và nóng hơn, rừng dần dần mất hẳn, đồng cỏ xâm chiếm toàn bộ và trở thành đới thảo nguyên. Trong thảo nguyên rừng, các cây thân gỗ gồm có sồi, dẻ rừng, phong và bạch dương, còn trong đới thảo nguyên thống trị có các loài cỏ, các loài phổ biến nhất là cỏ vũ mao (Stipa spp.), cỏ vũ mao lông dài và cỏ mục dịch (Festuca sulcata). Ở thảo nguyên Mông Cổ còn có thêm các bụi cây ngải. Thổ nhưỡng chính của hai đới này là đất rừng xám, đất đen, đất đen rửa trôi và đất hạt dẻ.
Giới động vật của hai đới có sự khác nhau khá rõ: ở đới thảo nguyên rừng có các động vật rừng như chồn, sóc, thỏ nâu và các loại chim. Ở thảo nguyên có nhiềm loại gặm nhấm và loài ăn cỏ, đáng chú ý nhất là sơn dương, nhiều loài chuột và dê. Ngoài ra còn có ngựa hoang Mông Cổ, lạc đà hai bướu sống ở các vùng của Nội Á. Bên cạnh các loài ăn cỏ và gặm nhấm còn có các loài ăn thịt như chó sói, chồn, đại bàng...
Thảo nguyên và thảo nguyên rừng là hai đới có đất tốt, đồng cỏ rộng, thuận lợi cho trồng trọt và chăn nuôi gia súc. Tuy nhiên, do độ ẩm không khí không đầy đủ và kém ổn định nên trong sản xuất cần có biện pháp tưới tiêu, chống xói mòn đất mới bảo đảm được năng suất cao.

#### Đới bán hoang mạc và hoang mạc ôn đới

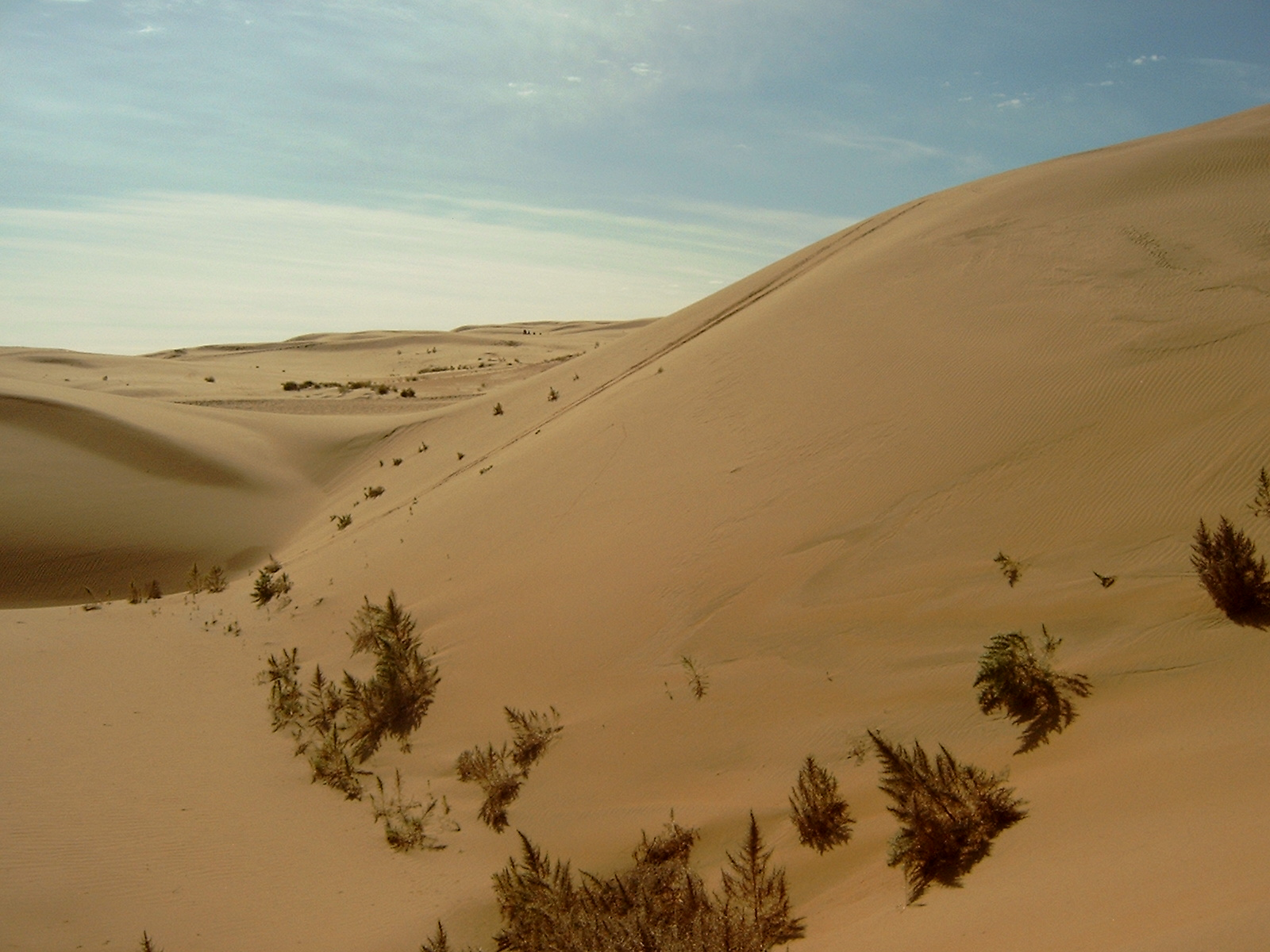
Sa mạc Gobi, khu vực tự trị Nội Mông của Trung Quốc.

Hai đới này phân bố trong các vùng Trung Á và Nội Á. Đây là những vùng khí hậu khô hạn và mang tính chất lục địa gay gắt nhất. Ở các vùng Đông Nam đồng bằng Nga và Trung Á, hai đới này có dấu hiệu phân biệt tương đối rõ, còn ở vùng Nội Á chúng phát triển xen kẽ với nhau.
Trong đới bán hoang mạc, lượng mưa hằng năm khoảng 150-200mm, còn trong đới hoang mạc giảm xuống không đầy 150mm. Độ bốc hơi rất lớn, có thể gấp 4-9 lần lượng mưa, vì thế mà độ ẩm thường xuyên thấp. Tại các vùng ở Trung Á, độ ẩm không khí trung bình khoảng 35-40%, còn mùa hạ, những lúc có gió mạnh và bão bụi kéo dài thì độ ẩm có thể giảm xuống tới 18-19%, gây tác hại lớn cho trồng trọt và chăn nuôi. Do bốc hơi mạnh, dòng chảy trên mặt đất trong các đới này rất hiếm, mặt đất được tích tụ muối nên nhiều nơi tầng cacbonat trồi lên tới mặt đất. Thổ nhưỡng điển hình của đới bán hoang mạc và đới hoang mạc là đất xám.
Lớp phủ thực vật của bán hoang mạc và hoang mạc rất nghèo, có khả năng chịu hạn và chịu mặn cao. Trong bán hoang mạc thường gặp quần thể hòa thảo-ngải cứu, còn ở hoang mạc phổ biến nhất là ngải cứu-cỏ muối. Ở phía Nam vùng Trung Á, ven theo các cồn cát trong hoang mạc còn gặp các bụi cây muối đen (Haloxylon aphyllum), một loại cây bụi lớn. Ven theo các hồ và thung lũng sông có các rừng hành lang và rừng lau sậy.
Tương tự như thực vật, giới động vật của bán hoang mạc và hoang mạc cũng rất nghèo, phổ biến nhất là các loài gặm nhấm và bò sát (các loài chuột, kỳ đà và rắn). Một vài nơi trong thung lũng thỉnh thoảng gặp sơn dương, ngựa hoang và lạc đà hai bướu. Trong các đới này cư dân rất thưa, tập trung ven hồ, các thung lũng sông và các ốc đảo.

### Vòng đai cận nhiệt đới
Tương tự như vòng đai ôn đới, vòng đai cận nhiệt đới ở châu Á cũng chiếm một dải rộng kéo dài từ bờ Đại Tây Dương sang tận bờ Thái Bình Dương. Trong vành đai này, địa hình núi, sơn nguyên, đồng bằng bị chia cắt rất phức tạp. Liên quan với điều kiện khí hậu, vòng đai này có thể chia thành hai đới chính:

#### Đới rừng và cây bụi lá cứng cận nhiệt đới

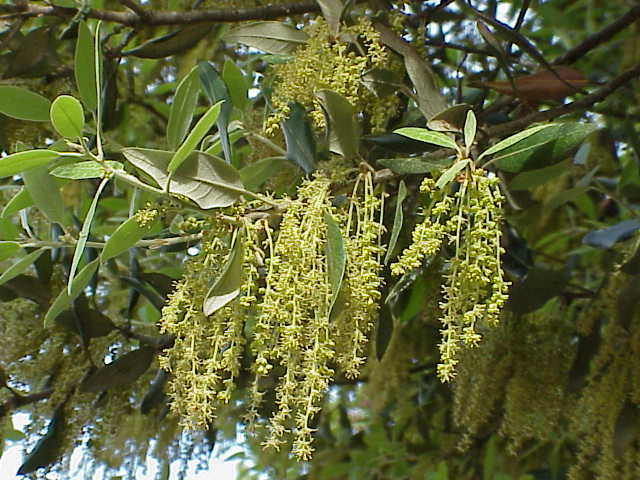
Sồi thường xanh vào mùa xuân.

Đới rừng và cây bụi lá cứng cận nhiệt đới hay còn gọi là đới Địa Trung Hải bởi vì đới này phân bố ở vùng lãnh thổ phía Tây châu Á giáp với Địa Trung Hải. Trong đới này tuy lượng mưa không ít nhưng hai mùa mùa mưa ẩm và mùa khô nóng chênh lệch lại tạo nên tình trạng bất lợi cho sự phát triển bình thường của thực vật. Về mùa đông đới này ấm và ẩm, có mưa nhiều nhưng đến mùa hạ lại khô nóng và mưa không đáng kể. Trong mùa hạ do không khí khô nóng, bốc hơi mạnh gây nên tình trạng thiếu ẩm gay gắt. Để tồn tại và phát triển trong điều kiện khí hậu khô nóng và bốc hơi mạnh, thực vật ở đây thường phát triển theo hình thái làm giảm sự bốc hơi và phản chiếu bớt ánh nắng mạnh như lá cứng, màu lá xanh bóng, có lớp lông mịn dưới lá hoặc lớp sáp trên mặt lá, thân cây có vỏ dày hoặc xốp hoặc có nhiều gai để làm giảm bớt độ bốc hơi của cây.
Lớp phủ thực vật ở đây gồm hai kiểu: rừng và cây bụi. Rừng thường phát triển trên các sườn phía Tây có mưa nhiều, tạo thành kiểu rừng lá cứng thường xanh. Trong rừng có các cây lá rộng như sồi thường xanh (Quercus ilex), sồi lie hay sồi bần có lớp vỏ xốp và dày, nguyệt quế (Laurus nobilis), ôliu... xen các cây lá kim như thông, tuyết tùng. Rừng tương đối sáng, tầng dưới rừng khá phát triển với nhiều loài cỏ và cây bụi nhỏ. Trên các sườn phía Đông hoặc trong các thung lũng khuất gió, lượng mưa hằng năm rất ít, phát triển kiểu truông cây bụi. Truông là một kiểu cảnh quan gồm các cây bụi mọc thấp và thưa (gồm các cây thường xanh hoặc rụng lá theo mùa) gồm các loài: sồi cây bụi, táo dại, ôliu cây bụi, tùng cối Hy Lạp (Juniperus excelsa) và một số loài cây gai khác. Những nơi như bán đảo Tiểu Á, khô hạn mạnh thì phát triển chủ yếu kiểu chuông bụi gai. Nhiều nơi cây bụi gai mọc rất dày, người không thể đi qua được.
Thổ nhưỡng dưới tán rừng và cây bụi lá cứng cận nhiệt là đất nâu và nâu xám. Đất có lượng mùn khá cao và có phản ứng trung tính. Động vật của đới Địa Trung Hải phổ biến nhất là các loài bò sát như thằn lằn, tắc kè, rùa, nhím và các loài rắn. Ngoài ra còn có khỉ không đuôi (khỉ mặt đỏ), cầy đốm, thỏ hoang...

#### Đới rừng hỗn hợp cận nhiệt đới gió mùa

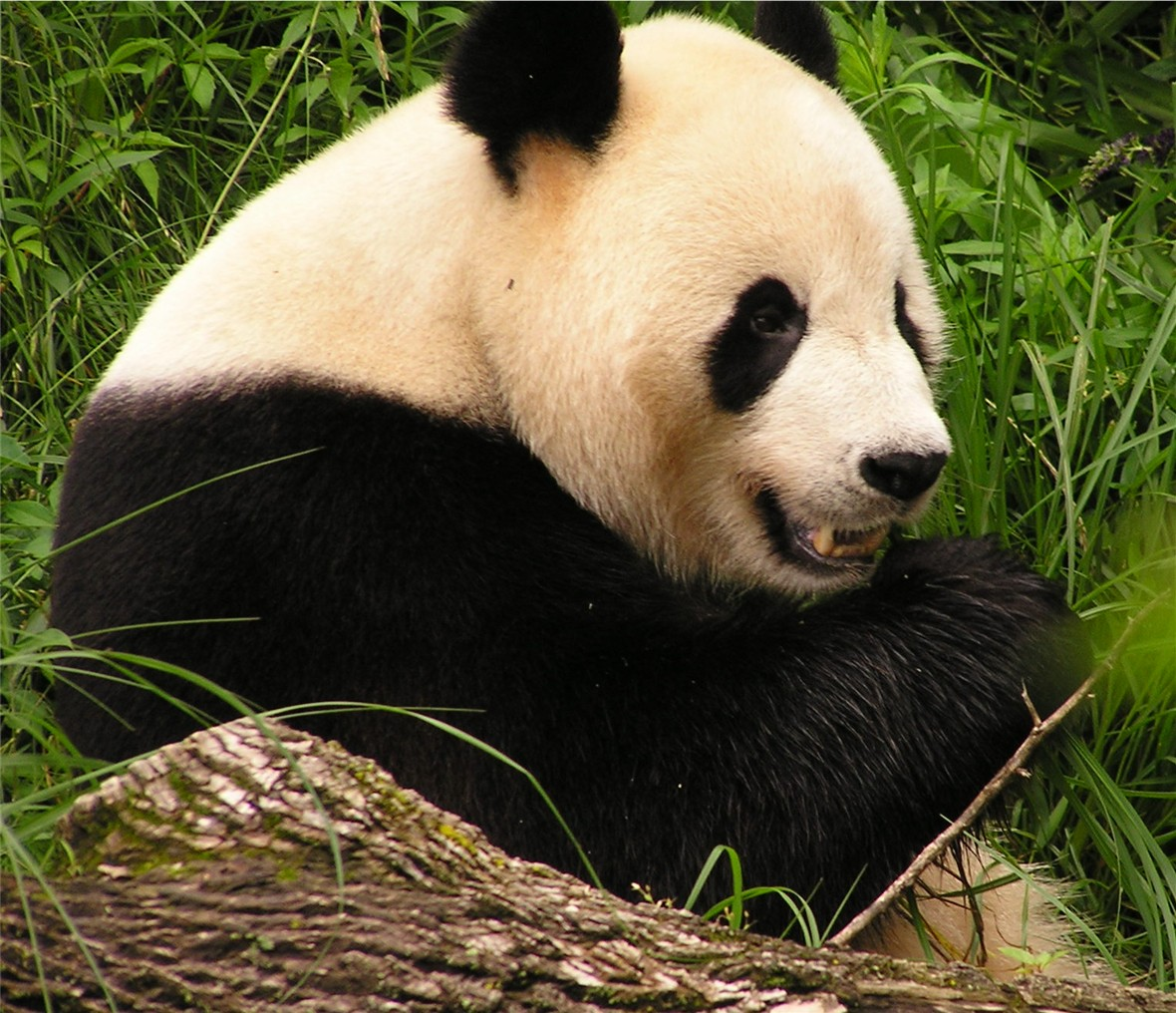
Gấu trúc ở Trung Quốc.

Đới rừng này phát triển trong các khu vực thuộc kiểu cận nhiệt đới gió mùa, phân bố chủ yếu ở Đông Trung Quốc, phía Nam bán đảo Triều Tiên và Nam Nhật Bản. Nhờ khí hậu nóng và ẩm về mùa hạ, hơi lạnh về mùa đông nên thực vật gồm các cây lá rộng xen cây lá kim, các loài điển hình là sơn trà, nguyệt quế, mộc lan (Magnolia spp.), sồi thường xanh, dẻ rừng, thông đuôi ngựa.... Động vật cũng rất phong phú. Các đại diện thường gặp là khỉ, báo, gấu trúc, lợn rừng, nhiều loài chim như trĩ, vẹt, vịt trời, cốc... Ngày nay, phần lớn các khu rừng đã bị khai thác, trở thành những vùng dân cư đông đúc.

### Vòng đai nhiệt đới

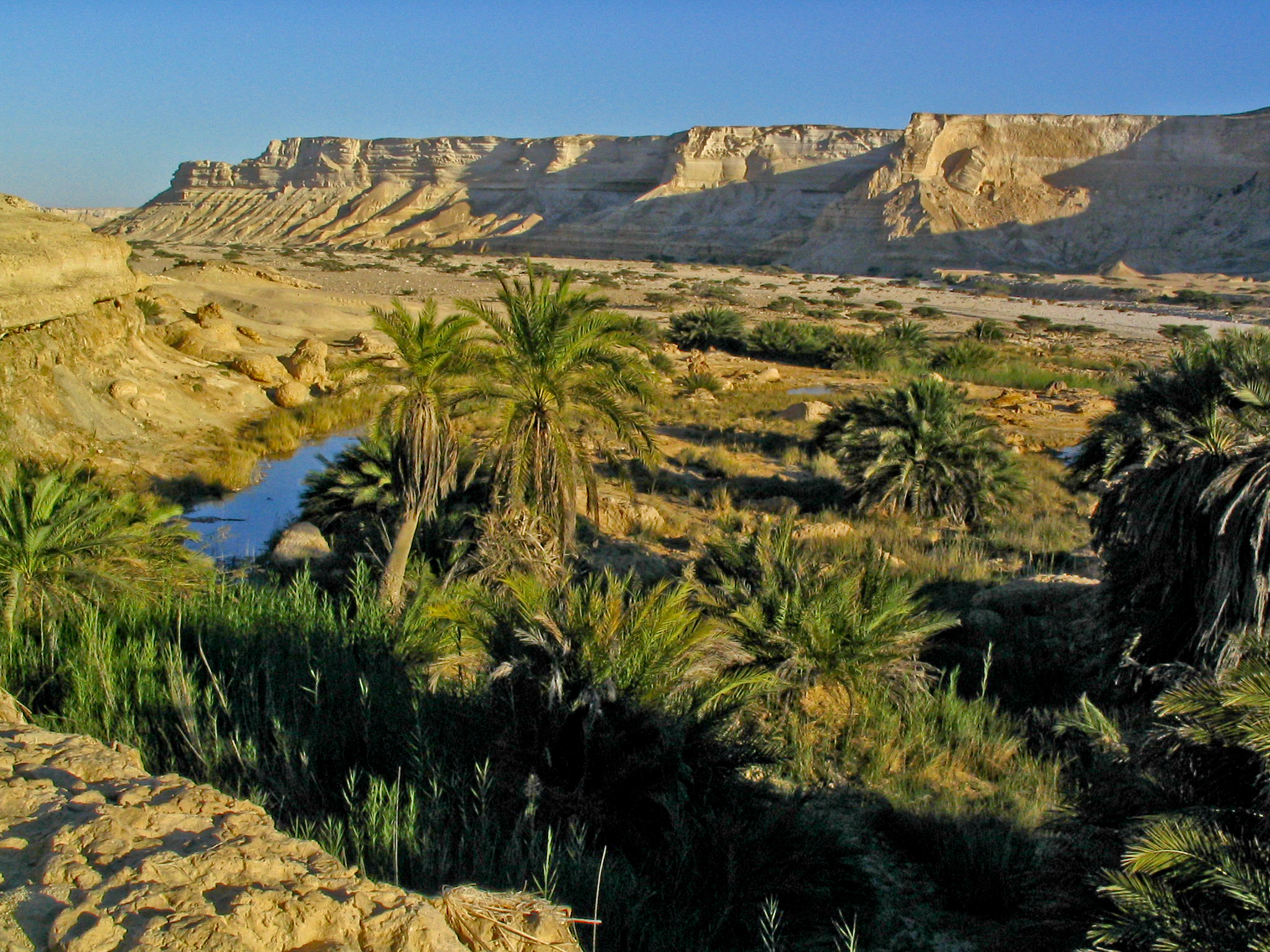
Một ốc đảo tại Oman.

Hình thành trong miền khí hậu nhiệt đới bao gồm toàn bộ bán đảo Ả Rập, phía Nam sơn nguyên Iran và một phần đồng bằng sông Ấn. Với thời tiết nóng và khô quanh năm, lượng mưa rất thấp nhưng bốc hơi mạnh, thiếu ẩm gay gắt nên toàn bộ vành đai phát triển quang cảnh hoang mạc và bán hoang mạc. Ở đây, khắp nơi chỉ thấy cánh đồng cát, các bãi đá khô cằn và buồn tẻ như hoang mạc Arabi, Dasht-e Kavir ở Iran, hoang mạc Thar ở Tây Bắc Ấn Độ. Thực vật phổ biến ở đây là các loài cỏ hòa thảo cứng và các cây bụi gai. Chỉ ở những vùng trũng thấp và dọc theo miền duyên hải vịnh Persian, nhờ có nước ngầm lộ ra mà hình thành các ốc đảo. Các ốc đảo là nơi có thực vật xanh tươi và có dân cư tập trung đông. Chà là là loại cây trồng chính ở các ốc đảo này.

### Vòng đai cận xích đạo
Vòng đai này hình thành trong đới khí hậu gió mùa xích đạo. Phụ thuộc vào phân bố mưa và độ ẩm, cảnh quan thiên nhiên nơi đây có thể phân biệt thành hai đới khác nhau.

#### Đới rừng nhiệt đới ẩm thường xanh
Đới này phát triển trong các khu vực có lượng mưa trung bình năm hơn 1500mm và độ ẩm phân bố đều trong các tháng. Rừng nhiệt đới ẩm thường xanh phát triển trên các sườn đón gió từ biển vào và các đồng bằng duyên hải, bao gồm đồng bằng hạ lưu sông Hằng, duyên hải phía Tây Ấn Độ, Myanmar, Tây Nam Campuchia, sườn núi phía Đông Việt Nam và Philippines. Rừng ở đây rất rậm, phân thành nhiều tầng và có thành phần loài rất phong phú với nhiều loài gỗ quý như chò nâu, lim, sến, lát hoa... Dưới rừng hình thành đất feralit đỏ vàng, đất tuy ít mùn nhưng giàu các khoáng dinh dưỡng.

#### Đới rừng gió mùa, rừng thưa, xavan cây bụi
Đây là những kiểu cảnh quan được hình thành trên các sườn núi và các đồng bằng, thung lũng nội địa, có lượng mưa trung bình năm không vượt quá 1500mm và có mùa khô kéo dài. Tùy theo lượng mưa và mùa khô khác nhau mà có sự chuyển tiếp từ kiểu này sang kiểu khác, thể hiện qua hình thái thực vật và thổ nhưỡng.
Rừng gió mùa thường được hình thành trong các khu vực có lượng mưa hằng năm từ 1000-1500mm và mùa khô chỉ dài từ 2-3 tháng. Phần lớn các cây trong rừng rụng lá về mùa khô. Các cây mọc thưa và thấp nên trong rừng thoáng và không ẩm ướt như rừng nhiệt đới ẩm thường xanh. Các loài thực vật điển hình gồm tếch, căm xe (Xylia dolabriformis), cẩm liên (Pentacme siamensis), dầu trà ben, dầu lông... Rừng gió mùa phân bố chủ yếu ở vùng Đông Bắc sơn nguyên Decan, vùng núi Bắc Thái Lan, Bắc Lào, sườn Tây của dãy Trường Sơn và các cao nguyên Di Linh, Đắc Lắc ở Việt Nam.
Ở những nơi mưa ít hơn từ 800-1000mm và mùa khô kéo dài hơn, rừng gió mùa chuyển thành rừng thưa với cây thấp và thưa hơn rừng gió mùa. Kiểu rừng thưa này phân bố ở đồng bằng trung lưu sông Hằng, cao nguyên Korat (Lào) và đồng bằng Campuchia. Ở những nơi có lượng mưa dưới 800mm như vùng trung tâm thung lũng Yaraoadi và trung tâm sơn nguyên Decan phát triển kiểu xavan cây bụi.
Lớp phủ thổ nhưỡng cũng có sự thay đổi tương ứng: dưới rừng gió mùa là đất feralit đỏ, dưới rừng thưa là đất nâu đỏ, còn trong xavan cây bụi là đất nâu xám.
Giới động vật trong vòng đai cận xích đạo rất phong phú và đa dạng. Các loài đáng chú ý là khỉ, voi, trâu rừng, tê giác, bò tót, nai, linh dương cùng các loài ăn thịt như hổ, báo, chó sói... Ngoài ra còn có rắn, trăn, nhiều loài chim, côn trùng và sâu bọ.

### Vòng đai xích đạo

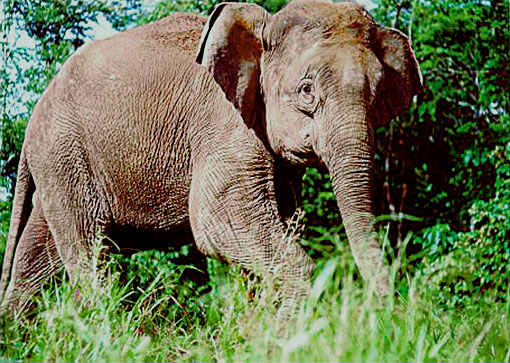
Voi Borneo, một loài voi châu Á sống tại Indonesia.

Ở châu Á, vòng đai này chiếm một dải hẹp gồm phần Nam bán đảo Mã Lai, các đảo Sumatra, Borneo, Sulawesi và phần Tây đảo Java, phát triển trong điều kiện khí hậu nóng ẩm quanh năm. Ở đây đã hình thành đới rừng xích đạo ẩm thường xanh. Đới rừng này cũng tương tự như đới rừng nhiệt đới thường xanh ở châu Phi nhưng độ phong phú và đa dạng loài cao hơn. Về giới thực vật, ngoài các cây gỗ lớn thuộc họ đậu, họ sung vả, họ dầu còn có các loài cây họ dừa, các loài tre nứa và dương xỉ thân gỗ. Về động vật cũng rất phong phú, các loài phổ biến và phong phú nhất là các loài sống trên cây như khỉ không đuôi, vượn và đười ươi. Các loài sống dưới đất có voi, heo vòi, hổ, tê giác một sừng, trâu rừng... Đới rừng xích đạo là nơi có điều kiện sinh thái cho sự phát triển nông nghiệp và lâm nghiệp. Hiện nay nhiều khu rừng đã được khai phá để trồng các loài cây nhiệt đới như cà phê, cao su, chè, dừa và các loài cây ăn quả.

## Các khu vực địa lý tự nhiên

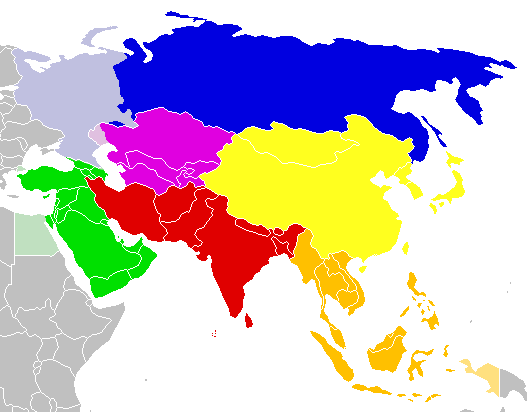
Sự phân chia các khu vực của châu Á.

Sự phối hợp tác động của tất cả các thành phần tự nhiên trên lãnh thổ như địa chất, địa hình, khí hậu là cơ sở hình thành các khu vực địa lý tự nhiên khác nhau. Mỗi khu vực là một thể tổng hợp đồng nhất tương đối, tạo ra một môi trường tự nhiên hoàn toàn khác so với các khu vực còn lại. Trong mỗi khu vực, tùy theo điều kiện tự nhiên mà lại phân ra các khu vực nhỏ hơn.

### Bắc Á
Bắc Á là bộ phận phía Bắc châu Á, bao gồm đồng bằng Tây Siberi, sơn nguyên Trung Siberia, miền núi Đông và Nam Siberia. Như vậy lãnh thổ Bắc Á gần trùng hoàn toàn với miền Siberia rộng lớn của nước Nga.
Do vị trí nằm trên các vĩ độ cao và chịu ảnh hưởng trực tiếp của Bắc Băng Dương, khí hậu Bắc Á thuộc loại khí hậu lạnh mang tính chất lục địa gay gắt. Ở đây, khí hậu và địa hình là 2 nhân tố quyết định điều kiện nước trên mặt, băng kết vĩnh cửu dưới đất và đặc điểm các đới cảnh quan tự nhiên. Bắc Á là nơi phổ biến các cảnh quan vùng khí hậu lạnh.

### Trung Á
Trung Á cùng với Nội Á nằm ở vùng trung tâm châu Á, có các đặc điểm tự nhiên nổi bật như:
Thứ nhất, do vị trí sâu trong nội địa, xa các đại dương và bị các hệ thống núi bao bọc xung quanh nên khí hậu ở đây mang tính lục địa gay gắt. Về mùa đông, thời tiết khô và lạnh, nhiệt độ trung bình tháng 1 đều dưới 0 °C, còn mùa hạ khô và nóng, nhiệt độ trung bình tháng 7 đều từ 25° trở lên. Lượng mưa hằng năm rất ít, không nơi nào vượt quá 300mm. Mưa ít nhưng khả năng bốc hơi lại rất lớn nên có sự thiếu ẩm gay gắt. Do thiếu ẩm, phần lớn lãnh thổ Trung Á có cảnh quan hoang mạc và bán hoang mạc, ở đây có những hoang mạc cát nổi tiếng như Kara Kum, Kyzyl Kum, Taklamakan... Các cảnh quan hoang mạc không những phát triển trên đồng bằng mà còn lên các sườn núi cao tới 900m ở Thiên Sơn, đến 4100-4200m ở Pamir và Antai.
Thứ 2, ở khu vực Trung Á là xứ sở của các hiện tượng tự nhiên tương phản nhau rất độc đáo. Ở đây, bên cạnh các hệ thống núi và sơn nguyên cao như Pamir, Thiên Sơn, Thanh Tạng còn có các đồng bằng và bồn địa thấp. Trên các đỉnh núi cao, quanh năm tuyết bao phủ, trong khi đó các vùng đồng bằng và bồn địa xung quanh lại là vùng khô hạn và có mùa hạ nóng nực. Giữa các đồng bằng và bồn địa khô hạn lại có các sông và hồ lớn. Dọc theo các thung lũng sông và ven các hồ đất đai nhìn chung tốt, cây cối xanh tươi, dân cư đông đúc, đối lập với ngoại vi của nó.
Thứ 3, ở Trung Á tuy điều kiện khí hậu, nước, đất đai không thuận lợi cho sản xuất và đời sống nhưng lại có một số tài nguyên thiên nhiên khá phong phú. Về khoáng sản, trên các đồng bằng, sơn nguyên và bồn địa tập trung nhiều kim loại như đồng, chì, kẽm, thiếc, dầu mỏ và khí đốt. Ngoài ra còn có sắt, thủy ngân và các kim loại hiếm.

### Tây Nam Á
Tây Nam Á (còn gọi là Tây Á) là tên gọi chỉ bộ phận lục địa rộng lớn bao gồm vùng núi Kavkaz, bán đảo Arap và các sơn nguyên Tiểu Á, Armenia, Iran. Lãnh thổ Tây Nam Á nằm giữa hai lục địa rộng lớn là lục địa Á-Âu và lục địa Phi, trên các vĩ độ nhiệt đới, quanh năm chịu ảnh hưởng của gió mậu dịch và khối khí nhiệt độ lục địa. Khí hậu nói chung là khô, nóng gay gắt. Ở đây, vai trò của các biển xung quanh như Biển Đen, Địa Trung Hải, Biển Đỏ và vịnh Persian hầu như không đáng kể vì đây chỉ là những biển không lớn và nằm sâu trong lục địa. Tây Nam Á đại bộ phận cũng là cảnh quan khô hạn như Trung Á và Nội Á.

### Nam Á & Đông Nam Á
Nam Á và Đông Nam Á là bộ phận nằm ở rìa phía Nam của lục địa, bao gồm miền núi Himalaya, đồng bằng Ấn-Hằng, bán đảo Indostan, bán đảo Trung Ấn và quần đảo Mã Lai. Toàn bộ Nam Á và Đông Nam Á nằm trên các vĩ độ thấp, tiếp giáp với Ấn Độ Dương và Thái Bình Dương, bờ lục địa bị chia cắt khá mạnh nên phần lớn diện tích của Nam Á và Đông Nam Á là các bán đảo và quần đảo.
Nam Á và Đông Nam Á nằm trong vùng có khí hậu nóng và ẩm ướt nhất châu Á. Về mùa hạ, nhiệt độ trung bình trên toàn bộ lãnh thổ khoảng từ 25-30 °C. Về mùa đông, vùng mát nhất ở phía Bắc cũng là từ 12 °C (không kể vùng núi cao). Lượng mưa trung bình năm trên phần lớn lãnh thổ đạt hơn 1000mm, trong đó nhiều vùng đạt 2000-3000mm hoặc cao hơn nữa.
Điều kiện khí hậu nóng và ẩm đã làm cho các quá trình địa lý diễn ra rất mạnh mẽ và liên tục, vì vậy các điều kiện tự nhiên, nhất là lớp phủ thổ nhưỡng, thực vật và giới động vật rất phong phú và đa dạng, khác hẳn khu vực Tây Nam Á nằm trên cùng vĩ độ.
khu vực tây nam á có diện tích là 7 triệu km².

### Đông Á
Đông Á là bộ phận nầm dọc theo bờ Đông của lục địa, kéo dài từ bán đảo Kamchatka cho đến rìa phía Bắc Việt Nam, kể cả các đảo và quần đảo nằm ven bờ lục địa. Do vị trí tiếp giáp với Thái Bình Dương, toàn bộ Đông Á chịu ảnh hưởng của hoạt động gió mùa, trong đó giới hạn phía Tây của lãnh thổ gần như phù hợp với giới hạn tác động của gió mùa mùa hạ. Chế độ gió mùa chi phối các quá trình tự nhiên tạo nên các đặc điểm chung nhất cho toàn bộ Đông Á.
Tuy nhiên, về cấu tạo địa chất và địa hình, Đông Á gồm có 2 bộ phận: phần lục địa và phần các hải đảo, quần đảo. Phần lục địa được hình thành chủ yếu trên nền Trung Hoa và các nếp uốn Trung sinh với địa hình núi thấp, núi trung bình, các đồng bằng thấp và bằng phẳng. Phần các đảo và quần đảo được hình thành trong giai đoạn tạo núi Tân sinh với địa hình núi uốn nếp trẻ xen các cao nguyên và núi lửa cao. Có thể chia Đông Á thành 4 xứ khác nhau là: Kamchatka, Amur-Triều Tiên, miền Đông Trung Quốc và quần đảo Nhật Bản.

## Địa lý xã hội

### Dân cư
Theo niên giám thống kê năm 2005 thì tổng số dân của châu Á là 3,92 tỉ người, mật độ trung bình (không tính phần dân cư thuộc liên bang Nga) là 124 người/km² hoặc 86,1 người/km² (nếu tính cả Nga). Tuy nhiên sự phân bố dân cư trên châu lục rất không đồng đều. Có một số nước mật độ dân cư rất cao như Nhật Bản: 336,1, Ấn Độ: 341,2, Bangladesh: 1.045, Singapore: 6425,3. Trong khi đó nhiều khu vực dân cư vô cùng thưa thớt như Mông Cổ: 1,7, Kazakhstan: 5,7, Ả Rập Xê Út: 12. Đặc biệt, ở nhiều vùng rộng lớn như Bắc Siberi, sơn nguyên Tây Tạng, bồn địa Tarim... hầu như không có người ở. Sự phân bố dân cư nói trên cho ta hiểu được điều kiện thuận lợi hoặc khó khăn đối với các vùng đó.
Về sự gia tăng dân số, đại bộ phận các nước châu Á có tỉ lệ gia tăng tự nhiên khá cao. Theo số liệu thống kê năm 2005, tỉ lệ gia tăng dân số của châu Á là 1,3%, trong khi đó ở một số nước thì tỉ lệ đó rất cao như Pakistan: 2,4%, Yemen: 3,3%, Palestin: 3,5%...
Về trình độ đô thị hóa, nhìn chung không đều giữa các nước. Nếu tính về số lượng các đô thị lớn thì châu Á đứng đầu thế giới. Có 15 thành phố trên 15 triệu dân và hơn 100 thành phố có số dân trên 1 triệu người, song tỉ lệ dân sống ở đô thị ở châu Á chỉ mới đạt 50%.

### Các quốc gia và vùng lãnh thổ

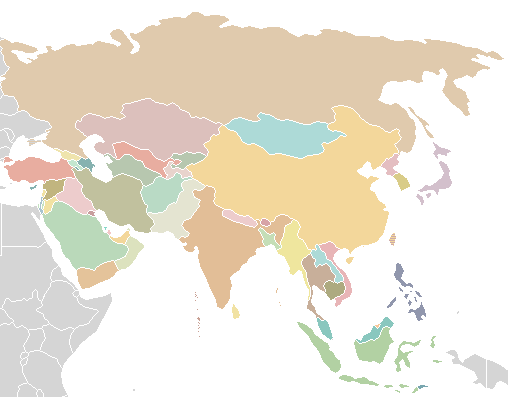
Bản đồ hành chính châu Á (chỉ có ranh giới quốc gia chứ không có tên nước)

| Tên quốc gia (vùng lãnh thổ), với quốc kỳ | diện tích (km²) | Dân số (tính đến 1/7, 2002) | Mật độ dân số (người/km²) | Thủ đô               |
| ----------------------------------------- | --------------- | --------------------------- | ------------------------- | -------------------- |
| Trung Á:                                  |                 |                             |                           |                      |
| Kazakhstan                                | 2.346.927       | 13.472.593                  | 5,7                       | Astana               |
| Kyrgyzstan                                | 198.500         | 4.822.166                   | 24,3                      | Bishkek              |
| Tajikistan                                | 143.100         | 6.719.567                   | 47,0                      | Dushanbe             |
| Turkmenistan                              | 488.100         | 4.688.963                   | 9,6                       | Ashgabat             |
| Uzbekistan                                | 447.400         | 25.563.441                  | 57,1                      | Tashkent             |
| Đông Á:                                   |                 |                             |                           |                      |
| Trung Quốc                                | 9.584.492       | 1.284.303.705               | 134,0                     | Bắc Kinh             |
| Hồng Kông                                 | 1.092           | 7.303.334                   | 6.688,0                   | —                    |
| Nhật Bản                                  | 377.835         | 126.974.628                 | 336,1                     | Tokyo                |
| Ma Cao                                    | 25              | 461.833                     | 18.473,3                  | —                    |
| Mông Cổ                                   | 1.565.000       | 2.694.432                   | 1,7                       | Ulaanbaatar          |
| Bắc Triều Tiên                            | 120.540         | 22.224.195                  | 184,4                     | Bình Nhưỡng          |
| Hàn Quốc                                  | 98.480          | 48.324.000                  | 490,7                     | Seoul                |
| Trung Hoa Dân quốc                        | 35.980          | 22.548.009                  | 626,7                     | Đài Bắc              |
| Bắc Phi:                                  |                 |                             |                           |                      |
| Ai Cập                                    | 63.556          | 1.378.159                   | 21,7                      | Cairo                |
| Bắc Á:                                    |                 |                             |                           |                      |
| Nga                                       | 13.115.200      | 39.129.729                  | 3,0                       | Moskva               |
| Đông Nam Á:                               |                 |                             |                           |                      |
| Brunei                                    | 5.770           | 350.898                     | 60,8                      | Bandar Seri Begawan  |
| Campuchia                                 | 181.040         | 12.775.324                  | 70,6                      | Phnom Penh           |
| Indonesia                                 | 1.919.440       | 231.328.092                 | 120,5                     | Jakarta              |
| Lào                                       | 236.800         | 5.777.180                   | 24,4                      | Vientiane            |
| Malaysia                                  | 329.750         | 22.662.365                  | 68,7                      | Kuala Lumpur         |
| Myanmar                                   | 678.500         | 42.238.224                  | 62,3                      | Yangon (Rangoon)     |
| Philippines                               | 300.000         | 84.525.639                  | 281,8                     | Manila               |
| Singapore                                 | 693             | 4.452.732                   | 6.425,3                   | Singapore            |
| Thái Lan                                  | 514.000         | 62.354.402                  | 121,3                     | Bangkok              |
| Đông Timor                                | 15.007          | 952.618                     | 63,5                      | Dili                 |
| Việt Nam                                  | 329.560         | 81.098.416                  | 246,1                     | Hà Nội               |
| Nam Á:                                    |                 |                             |                           |                      |
| Afghanistan                               | 647.500         | 27.755.775                  | 42,9                      | Kabul                |
| Bangladesh                                | 144.000         | 133.376.684                 | 926,2                     | Dhaka                |
| Bhutan                                    | 47.000          | 2.094.176                   | 44,6                      | Thimphu              |
| Ấn Độ                                     | 3.064.898       | 1.045.845.226               | 341,2                     | New Delhi            |
| Iran                                      | 1.648.000       | 66.622.704                  | 40,4                      | Tehran               |
| Maldives                                  | 300             | 320.165                     | 1.067,2                   | Malé                 |
| Nepal                                     | 140.800         | 25.873.917                  | 183,8                     | Kathmandu            |
| Pakistan                                  | 803.940         | 147.663.429                 | 183,7                     | Islamabad            |
| Sri Lanka                                 | 65.610          | 19.576.783                  | 298,4                     | Colombo              |
| Tây Á:                                    |                 |                             |                           |                      |
| Armenia                                   | 29.800          | 3.330.099                   | 111,7                     | Yerevan              |
| Azerbaijan                                | 41.370          | 3.479.127                   | 84,1                      | Baku                 |
| Bahrain                                   | 665             | 656.397                     | 987,1                     | Manama               |
| Bản mẫu:Country data Kypros Kypros        | 9.250           | 775.927                     | 83,9                      | Nicosia (Lefkoşa)    |
| Dải Gaza                                  | 363             | 1.203.591                   | 3.315,7                   | Gaza                 |
| Gruzia                                    | 20.460          | 2.032.004                   | 99,3                      | Tbilisi              |
| Iraq                                      | 437.072         | 24.001.816                  | 54,9                      | Baghdad              |
| Israel                                    | 20.770          | 6.029.529                   | 290,3                     | Jerusalem            |
| Jordan                                    | 92.300          | 5.307.470                   | 57,5                      | Amman                |
| Kuwait                                    | 17.820          | 2.111.561                   | 118,5                     | Thành phố Kuwait     |
| Liban                                     | 10.400          | 3.677.780                   | 353,6                     | Beirut               |
| Nakhchivan (Azerbaijan)                   | 5.500           | 365.000                     | 66,4                      | Thành phố Nakhchivan |
| Oman                                      | 212.460         | 2.713.462                   | 12,8                      | Muscat               |
| Qatar                                     | 11.437          | 793.341                     | 69,4                      | Doha                 |
| Ả Rập Xê Út                               | 1.960.582       | 23.513.330                  | 12,0                      | Riyadh               |
| Syria                                     | 185.180         | 17.155.814                  | 92,6                      | Damas                |
| Thổ Nhĩ Kỳ                                | 756.768         | 57.855.068                  | 76,5                      | Ankara               |
| Các Tiểu Vương quốc Ả Rập Thống nhất      | 82.880          | 2.445.989                   | 29,5                      | Abu Dhabi            |
| Bờ Tây                                    | 5.860           | 2.303.660                   | 393,1                     | —                    |
| Yemen                                     | 527.970         | 18.701.257                  | 35,4                      | Sanaá                |
| Tổng cộng                                 | 44.309.978      | 3.816.775.642               | 86,1                      |                      |

### Tình hình sử dụng tài nguyên

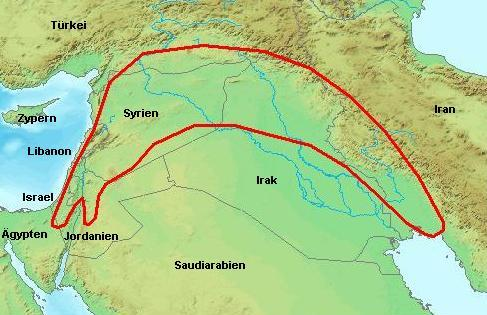
Một trung tâm nông nghiệp phát triển ở khu vực Lưỡng Hà.

Hơn bất cứ một châu lục nào khác trên Trái Đất, châu Á có điều kiện tự nhiên đa dạng và nguồn tài nguyên thiên nhiên thế giới. Với điều kiện đó, châu Á là cái nôi hình thành phần lớn các chủng tộc loài người đầu tiên, là nơi xuất hiện các nền văn minh sớm nhất thế giới. Chính do quá trình phát triển đó mà thiên nhiên trên châu Á được con người khai phá và sử dụng sớm nhất. Trong quá trình khai phá và sử dụng thiên nhiên, tổ tiên của các dân tộc sống trên châu lục này đã thuần hóa được hàng loạt các cây trồng và vật nuôi, làm cho nghề trồng trọt và chăn nuôi phát triển không ngừng. Bởi vậy, ngay từ thời cổ đại, nhiều trung tâm nông nghiệp lớn được hình thành và cũng từ đó, hình thành các trung tâm phát sinh cây trồng của thế giới. Theo các tài liệu, trong số 10 trung tâm phát sinh cây trồng của thế giới thì có đến 6 trung tâm nằm trên châu Á, phù hợp với các vùng có nền văn minh phát triển sớm. Đó là các vùng Địa Trung Hải với lúa mì, yến mạch, đậu Hà Lan, bạc hà, nguyệt quế, ôliu và một số cây thực phẩm như bắp cải, tỏi tây, hành tây...; vùng Tiền Á gắn liền với các quốc gia cổ đại như Sumer, Assyria cùng các loại lúa mì, đại mạch, hạnh nhân, thuốc phiện, hồi hương, cà rốt...; vùng Trung Á với lúa mì, đậu xanh, cây ăn quả như lê, nho, táo...; vùng Ấn Độ với những cây trồng nhiệt đới như lúa gạo, đậu ván, cà tím, dưa chuột, mía, thốt nốt, cam, quýt...; vùng Đông Nam Á là quê hương của các loại cây ăn quả nhiệt đới như chuối, mít, bưởi, sầu riêng, măng cụt, dừa... đồng thời cũng là trung tâm phát sinh cây lúa gạo; vùng Trung Quốc được cho rằng là trung tâm nông nghiệp cổ đại lớn nhất thế giới với nhiều loài cây trồng phong phú bao gồm cả cây nhiệt đới, cận nhiệt và ôn đới.
Như vậy, giới thực vật tự nhiên được con người phát hiện, sử dụng và thuần hóa ở một mức độ cao. châu Á còn cung cấp cho thế giới hầu hết các loại vật nuôi cơ bản hiện nay như trâu, bò, lợn, gà, chó, mèo... Tổ tiên của các dân tộc trên châu Á đã tìm ra những biện pháp tốt nhất để sử dụng và bảo vệ các nguồn tài nguyên như làm ruộng bậc thang, tưới nước, giữ nước với các công trình cấp nước, dẫn nước và chọn gieo trồng lúa nổi trong các đầm lầy bị ngập nước sâu vào mùa lũ. Những biện pháp trên có tác dụng tích cực trong việc sử dụng và bảo nguồn tài nguyên thiên nhiên. Tuy nhiên do quá trình khai thác lâu dài và thiếu cơ sở khoa học, ở nhiều vùng thiên nhiên bị cạn kiệt và thậm chí không còn khả năng sử dụng được nữa như các vùng núi Tây Nam Á, Ấn Độ, Trung Quốc... Cho đến nay, tài nguyên rừng ở nhiều nước gần như cạn kiệt hoàn toàn. Ví dụ, độ che phủ rừng ở Tây Nam Á nay chỉ còn 1,6%, ở Trung Quốc không đầy 10% trong khi độ che phủ rừng trung bình của thế giới là 32%.
Việc khai thác nguồn tài nguyên ngày nay được tiến hành khắp nơi trên lục địa, đồng thời đối tượng và diện khai thác đang ngày càng được mở rộng cho tất cả mọi thành phần tự nhiên, do vậy cảnh quan nguyên sinh còn lại rất ít, chỉ còn một số vùng rừng xích đạo ẩm thường xanh ở Đông Nam Á, rừng lá kim ở Siberi, các vùng đồng rêu-rừng, đồng rêu và hoang mạc cực ở phía Bắc, các vùng núi cao hiểm trở Himalaya, Pamir, Tây Tạng, Thiên Sơn... là chưa bị con người khai phá. Phần lớn diện tích lãnh thổ đã được khai thác để trồng trọt, chăn nuôi và tiến hành các hoạt động khác để trồng trọt, chăn nuôi và tiến hành các hoạt động khác với nhiều hình thức và mức độ khác nhau nhưng nhìn chung có mấy đặc điểm đáng chú ý là:
- Việc sử dụng thiên nhiên gắn liền với điều kiện tự nhiên. Ví dụ, ở vòng đai ôn hòa, vùng sản xuất ngũ cốc tập trung cao nhất nằm trong các đới rừng lá rộng, thảo nguyên rừng và thảo nguyên; vùng trồng cây ăn quả tập trung nhiều ở đới cận nhiệt Địa Trung Hải; còn việc chăn nuôi các động vật có sừng tập trung trong các đới thảo nguyên, bán hoang mạc (bò, ngựa, cừu, dê) hoặc đới đồng rêu và đồng rêu rừng (tuần lộc). Ở vòng đai nóng, các vùng được khai thác sớm và tập trung nhất là các vùng thuộc đới xavan và rừng gió mùa.
- Việc khai thác kèm theo việc cải tạo và phục hồi nguồn tài nguyên thiên nhiên được tiến hành mạnh mẽ, đáng chú ý là việc cải tạo và sử dụng đất và nguồn nước. Ví dụ, việc đào kênh, đắp đập để phát triển thủy lợi, giao thông, thủy điện, nuôi thủy sản và điều chỉnh dòng chảy được tiến hành ở hầu khắp các nước. Việc tưới nước cho vùng khô hạn được mở rộng ở Trung Á, Ấn Độ, Pakistan và Trung Quốc... đã đạt được những kết quả to lớn. Tuy nhiên cũng cần phải nói rằng việc sử dụng nước hai sông Syr Darya và Amu Darya để tưới cho các hoang mạc ở Trung Á trong thời Liên Xô là bất hợp lý. Hậu quả là, do sử dụng nước quá mức, các sông không còn cung cấp đủ nước cho hồ Aral, hồ bị cạn, thu hẹp diện tích, nước bị hóa mặn và gây ra thảm họa sinh thái cho hồ này và các vùng đồng bằng xung quanh. Ở một số nước khác, ngoài việc xây dựng các công trình cải tạo và sử dụng dòng sông, các công trình tưới nước, còn có hệ thống đê chống lũ lụt, chống nước biển, bảo vệ đất đai. Ở Liên bang Nga đã nghiên cứu, tạo ra được các giống cây trồng cho các vùng khí hậu giá lạnh phương Bắc, xây dựng các công trình trên các vùng băng kết vĩnh cửu.

Tất cả các đặc điểm nói trên cho thấy tính chất phong phú, muôn vẻ và những thành tựu to lớn trong việc sử dụng nguồn tài nguyên thiên nhiên trên lục địa. Ngày nay, việc cải tạo, hồi phục và bảo vệ nguồn tài nguyên là vấn đề hết sức quan trọng trong quá trình phát triển kinh tế ở mỗi nước, nhất là ở những nước mà nguồn tài nguyên đã được sử dụng và khai phá lâu đời.